# نیوجرسی
نیوجرسی یا نیوجرزی (‎i‎/nuː ˈdʒɜːrzi/‎) (به انگلیسی: New Jersey) ایالتی در شرق ایالات متحده آمریکا و یکی از ایالت‌های ساحلی اقیانوس اطلس آمریکا است. این ایالت از شمال و شرق با ایالت نیویورک، از شرق و جنوب شرقی و جنوب با اقیانوس اطلس همسایه است. مرز غربی این ایالت با پنسیلوانیا نیز به وسیلهٔ رود دلاور تعیین شده است و خلیج دلاور و ایالت دلاور نیز در سمت جنوب غربی این ایالت حضور دارد. نیوجرسی از لحاظ مساحت چهارمین ایالت کوچک شمرده می‌شود اما از لحاظ جمعیت با ۸٬۸۸۲٬۱۹۰نفر در رتبهٔ یازدهم پرجمعیت‌ترین ایالت‌ها می‌ایستد.
نیوجرسی یک ایالت صنعتی است. نیوجرسی پرتراکم‌ترین ایالت ایالات متحده است. بزرگ‌ترین شهر این ایالت نیوآرک نام دارد. یکی از شهرستان‌های ایالت از لحاظ آماری جزئی از نیویورک‌سیتی بزرگ و فیلادلفیا قرار می‌گیرد. نیوجرسی طبق آمار سال ۲۰۱۷، از لحاظ درآمد خانوارها دومین ایالت ثروتمند ایالات متحده بوده است.
بومیان آمریکا، به خصوص قبیلهٔ لنیپ در نواحی ساحلی، برای ۲۸۰۰ سال در این منطقه ساکن بودند. اوایل قرن هفدهم هلندی‌ها و سوئدی‌ها نخستین قرارگاه‌های اروپاییان را در این ایالت ایجاد کردند. سپس انگلستان کنترل ایالت را به دست گرفت و آن را استان نیوجرسی نامید. نام این ایالت نیز از جرسی، از جزایر مانش، که تحت کنترل بریتانیا بود، گرفته شده است. در قرن هجدهم و حین جنگ انقلاب آمریکا تعدادی نبرد مهم نیوجرسی اتفاق افتاد.
در قرن نوزدهم، با تبعیت از انقلاب صنعتی، کارخانه‌های مهمی در شهرهای کمدن، پترسون، نیوآرک، ترنتون، جرسی سیتی و الیزابت ایجاد شد.
طبق آمار سال ۲۰۱۸، نیوجرسی نسبت به جمعیتش بیشترین تعداد میلیونر را در خود جا داده است. سامانهٔ مدارس عمومی ایالت همواره از بهترین سامانه‌ها در میان پنجاه ایالت کشور بوده است.

## پیشینه
حدود ۱۸۰ میلیون سال پیش، در دورهٔ ژوراسیک، نیوجرسی در مرز شمالی آفریقا قرار داشته است. همچنین فشار ناشی از برخورد شمال آمریکا با آفریقا باعث ایجاد رشته‌کوه آپالاش شده است. حدود ۱۸۰۰۰ سال پیش، عصر یخبندان موجب شد که یخچال‌های طبیعی در نیوجرسی به وجود بیاید. آب شدن این یخچال‌ها باعث پدید آمدن دریاچهٔ پاسائیک و چندین رود، باتلاق و دره شده است.
ساکنان اولیهٔ نیوجرسی، بومیان آمریکا، به خصوص دستهٔ لنی-لنیپ بودند. لنیپ‌ها سرزمین‌هایی که امروز نیوجرسی نام دارد را «شِییچبی» می‌نامیدند. لنیپ‌ها از چندین گروه مختلف سرخ‌پوستی تشکیل شده بود که به کشت ذرت، شکار و جمع‌آوری غذا در کرانهٔ رود دلاور، پایین رود هادسن و غرب لانگ آیلند سوند می‌پرداختند. لنیپ‌ها بر اساس نیاکان زنشان به سه خاندان تقسیم می‌شدند. این خاندان‌ها در سه بالاطایفه تقسیم می‌شدند و هرکدام نشان حیوانی را برای معرفی خود داشتند: لاک‌پشت، بوقلمون و گرگ. آن‌ها در قرن هفدهم با هلندیان برخورد کردند و اولین ارتباطشان با اروپاییان برای تجارت خز بود.

### دورهٔ استعماری

موقعیت نسبی شهرک‌های هلند نو و سوئد نو در شرق آمریکای شمالی

هلندیان نخستین اروپایی‌هایی بودند که پا به نیوجرسی گذاشتند. مستعمرهٔ هلند نو شامل بخش‌هایی از ایالات اطلس میانی بود. اگرچه اصول تصاحب زمین اروپاییان توسط مردم لنیپ تأیید نمی‌شد، قوانین شرکت هلندی هند غربی اینگونه بود که ساکنان استعماری حتماً زمینی که در آن ساکن هستند را باید بخرند. اولین شخصی که چنین کاری را کرد میشل پاو بود که در سال ۱۶۳۰، منطقه‌ای به نام پاونیا ایجاد کرد که بعدها نامش به برگن تغییر یافت. پیتر مینوییتی با خرید زمین‌های حاشیهٔ رود دلاور مستعمرهٔ سوئد نو را به وجود آورد. این زمین‌ها با حملهٔ ناوگان دریایی سلطنتی انگلیس به فرماندهی ریچارد نیکولز که در بندر نیویورک لنگر انداخت و قلعهٔ آمستردام را تسخیر کرد، تا تاریخ ۲۴ ژوئن ۱۶۶۴، به مرور به قلمرو انگلستان پیوستند.
در خلال جنگ‌های داخلی انگلستان (میان پارلمان‌گراها و سلطنت‌طلب‌ها)، جزایر مانش از جرسی به پادشاه وفادار ماند. چارلز دوم پس از اعدام پدرش، چارلز یکم، در سال ۱۶۴۹، در میدان سلطنتی شهر سن هلیه اعلام پادشاهی کرد. سرزمین‌های شمال آمریکا توسط چارلز دوم تقسیم شد. مناطق میان نیوانگلند و مریلند به برادرش، دوک یورک (بعدها شاه جیمز دوم) به عنوان مستعمرات شخصی (در مقابل مستعمرات سلطنتی) بخشیده شد. جیمز دوم نیز بعدها سرزمین میان رود هادسن و رود دلاور را به دو دوستی که پس از جنگ داخلی به سلطنت وفادار مانده بودند، بخشید: سر جرج کارترت و لُرد برکلی آو استراتون. این سرزمین‌ها استان نیوجرسی نام گرفت.
از همان ابتدا نیوجرسی دارای تنوع قومی و مذهبی بالایی بود. کلیسای کنگره‌گرایان نیوانگلند، کلیسای اصلاح‌گرای هلندی و فرقهٔ پرسیبی در این استان پایگاه داشتند. در حالی که اکثریت ساکنان نیوجرسی در شهرک‌های شخصی به بزرگی ۱۰۰ هکتار زندگی می‌کردند، تعداد کمی از ثروتمندان املاکی پهناور در اختیار داشتند. کوئیکرها و انگلیکان‌های انگلیسی زمین‌های بزرگی را در تصرف داشتند. برخلاف مستعمره‌های پلی‌موث، جیمزتاون و مستعمره‌های دیگر، غالب جمعیت نیوجرسی حاصل موج دوم مهاجرت از ایالات دیگر بودند، نه مستقیماً از اروپا. نیوجرسی در طول دوران استعماری روستایی و کشاورز باقی ماند و بعضاً کشاورزی متمرکز نیز در این ایالت شکل گرفت. بعضی شهرها، از جمله بورلینگتون در کنار رود دلاور و پرث امبوی، به عنوان بندرها مهمی به وجود آمدند که کشتی‌هایی به مقصد شهرهای نیویورک و فیلادلفیا آنجا را ترک می‌کردند. حاصلخیزی زمین‌های مستعمره و قوانین منعطف مذهبی باعث سرازیر شدن مهاجران به نیوجرسی شد و جمعیتش را تا سال ۱۷۷۵ به ۱۲۰٬۰۰۰ نفر رساند.
در دههٔ اول انگلیسی‌ها مهاجرانی که از نیویورک و نیوانگلند به نیوجرسی آمده بودند در اطراف رود هکنساک و آرتور کیل مستقر شدند. در ۱۸ مارس ۱۶۷۳ برکلی نیمی از زمین‌هایش را به کوئیکرهای انگلستانی، که در درهٔ دلاور با عنوان مستعمرهٔ کوئیکر سکونت داشتند، فروخت. (مدتی ویلیام پن متولی این سرزمین‌ها بود) نیوجرسی بین سال‌های ۱۶۷۴ و ۱۷۰۲، به صورت دو استان مجزای جرسی شرقی و غربی اداره می‌شد. مدتی نیز بخشی از استان نیویورک محسوب می‌شد.
در ۱۷۰۲، دو استان تحت امر فرماندار سلطنتی متحد شدند. ادوارد هاید، لرد کورنبری، نخستین فرماندار مستعمرهٔ نیوجرسی به عنوان یک مستعمرهٔ سلطنتی بود. بریتانیا به مرور پی برد که او یک فرماندار فاسد و خنثی است که در سرزمینش به گرفتن رشوه و احتکار مشغول است. در سال ۱۷۰۸، او به انگلستان فراخوانده شد. پس از آن نیوجرسی توسط فرماندار نیویورک اداره شد. این امر ساکنان نیوجرسی را به خشم آورد زیرا معتقد بودند که فرماندار توجه بیشتری به نیویورک نشان می‌دهد. قاضی لویس موریس پروندهٔ جدا کردن فرمانداران را قضاوت کرد. همچنین فرماندار یک بار در ۱۷۳۸ با پادشاه جرج دوم دیدار کرد.

### دوران جنگ‌های انقلابی
نیوجرسی یکی از مستعمرات سیزده‌گانه بود که در برابر بریتانیا قد علم کردند. ۲ ژوئیه ۱۷۷۶، درست دو روز پیش از دومین کنگره قاره‌ای که برای انتشار اعلامیه استقلال برگزار شده بود، قانون اساسی نیوجرسی تصویب شد. این قانون در کنگرهٔ استانی که بعدها مجلس ایالتی نام گرفت، تصویب و برای اطمینان ماده‌ای در آن گنجاده شد که در صورت پیوستن دوباره به بریتانیا این قانون باطل می‌شد. نمایندگانی که از سوی نیوجرسی اعلامیه استقلال ایالات متحده را در ۴ ژوئیه ۱۷۷۶ امضا کردند، ریچارد استوکتُن، جان ویتراسپون، فرانسیس هاپکینسون، جان هارت و آبراهام کلارک نام داشتند.

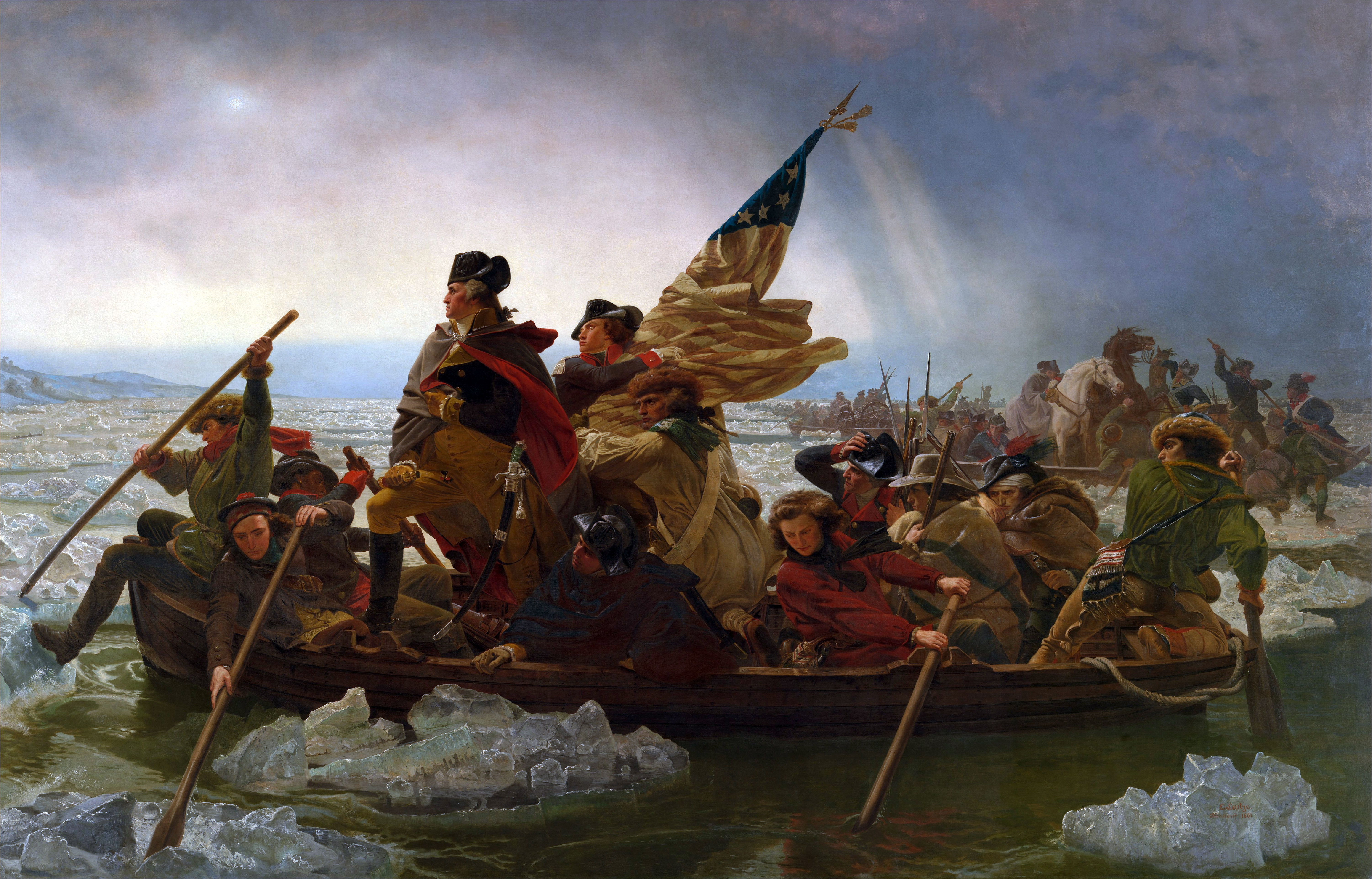
گذر واشینگتن از رود دلاویر در زمستان ۱۷۷۷، در حین لشکرکشی به نیویورک و نیوجرسی، اثر امانوئل لوتز

در خلال جنگ انقلاب آمریکا، ارتش‌های بریتانیا و آمریکا چندین بار از نیوجرسی گذشتند و چندین نبرد محوری انقلاب نیز در این ایالت رخ داد. به هین دلیل امروزه اغلب به نیوجرسی لقب «گذرگاه انقلاب آمریکا» را می‌دهند. جرج واشینگتن در دو زمستان ارتش قاره‌ای را در موریس‌تاون مستقر کرد، به همین دلیل به این شهر لقب «پایتخت نظامی انقلاب آمریکا» را داده بودند.

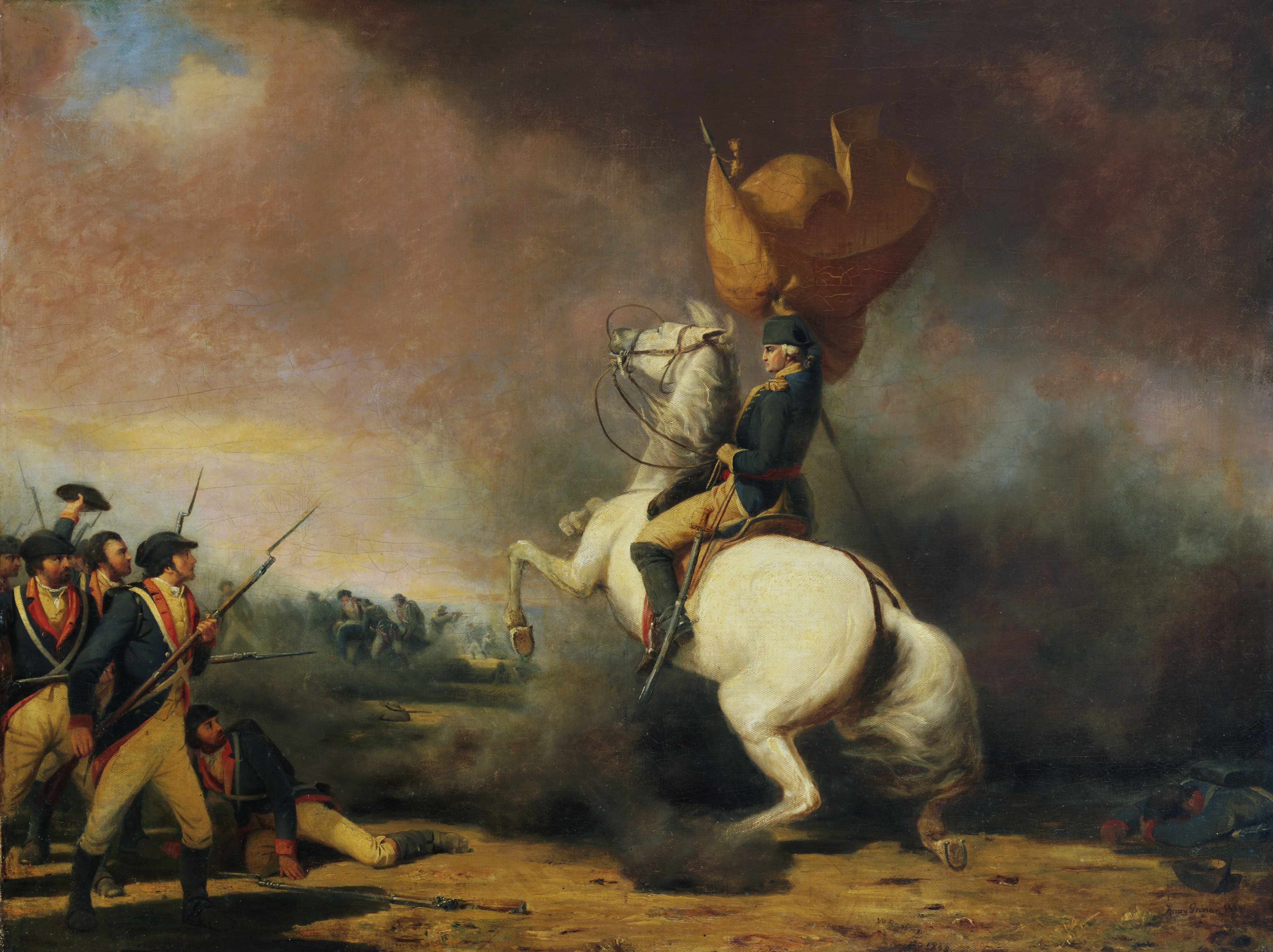
جرج واشینگتن در حال به صف کردن سپاهیان در نبرد پرینستون

در شب‌های ۲۵–۲۶ دسامبر ۱۷۷۶، ارتش قاره‌ای تحت فرمان واشینگتن از رود دلاور گذشت. پس از آن او با حمله‌ای غافلگیرانه هسی‌ها را در نبرد ترنتون شکست داد. کمی بیشتر از یک هفته بعد از نبرد ترنتون، نیروهای آمریکایی با متوقف کردن ژنرال چارلز کورن‌والیس در نبرد دوم ترنتون، یک پیروزی بزرگ به دست آوردند. با فرار نیروهای کرون‌والیس، واشینگتن با حمله‌ای غافلگیرانه در ۳ ژانویهٔ ۱۷۷۷، ارتش بریتانیا را در پرینستون شکست داد. گذر واشینگتن از دلاویر اثر امانوئل لوتز به یکی از نمادهای انقلاب تبدیل شد.
نیروهای آمریکایی تحت نظر واشینگتن در نبرد مونموث در برای ژوئن ۱۷۷۸ برابر نیروهای ژنرال هنری کلینتون قرار گرفتند. واشینگتن سعی کرد با استفاده از غافلگیری ستون‌های صف بریتانیایی‌ها را بشکند اما کلینتون سعی داشت تا به جناحین ارتش آمریکا را ضربه بزند که باعث شد آمریکایی‌ها با بی‌نظمی عقب‌نشینی کنند. در ادامه آمریکایی‌ها دوباره صفوف خود را سامان دادند و در مقابل بریتانیایی‌ها مقاوت کردند.
در تابستان ۱۷۸۳، کنگرهٔ قاره‌ای در تالار ناسائوی دانشگاه پرینستون گرد هم آمدند که باعث شد پرینستون برای چهار ماه حکم پایتخت را داشته باشد. در آنجا بود که کنگرهٔ قاره‌ای دریافت با امضای معاهدهٔ پاریس می‌تواند جنگ را پایان دهد.
در هجدهم دسامبر ۱۷۸۷ نیوجرسی به سومین ایالتی بدل شد که پس از دلاویر و پنسیلوانیا قانون اساسی ایالات متحده را تصویب نمود که در نیوجرسی طرفداران بسیاری داشت چون تعرفهٔ کالاهای وارداتی اروپا به نیویورک را از بین می‌برد. این ایالت نخستین ایالتی بود که منشور حقوق ایالات متحده آمریکا را امضا کرد.
تمام ساکنان نیوجرسی که دارای سطح توانایی مالی خاصی بودند حتی زنان و سیاهپوستان (به استثنای زنان متأهل زیرا جدای از شوهرانشان توانایی مالکیت نداشتند) می‌توانستند به قانون اساسی ایالتی ۱۷۷۶ رأی دهند. هر دو طرف، در چندین انتخابات طرف مقابل را به سخره گرفتند که آرای زنان که بی‌صلاحیت هستند را جذب کردند و به زنان «رأی دهندگان پتی‌کت (لباس زیر زنانه)» لقب داده بودند. در سال ۱۸۰۷، مجلس با تفسیر قانون اساسی لایحه‌ای را تصویب کرد به نام «رأی همگان مردان سفیدپوست» به استثنای فقرا که حق رأی را از زنان و سیاهپوستان صلب می‌کرد.

### قرن نوزدهم
در پانزدهم فوریهٔ ۱۸۰۴، نیوجرسی به آخرین ایالت شمالی‌ای بدل شد که قانون برده‌داری را لغو کرد و قوانینی تصویب شد که به مرور برده‌داری را منسوخ می‌نمود. همین باعث شد به تدریج جمعیت بردگان کم شود. نزدیک جنگ داخلی ده‌ها برده کماکان در نیوجرسی در بند بودند. رأی دهندگان نیوجرسی در ابتدا قوانین لغو برده‌داری و اعطای حقوق به سیاهان کشور را نپذیرفته و رد کردند.

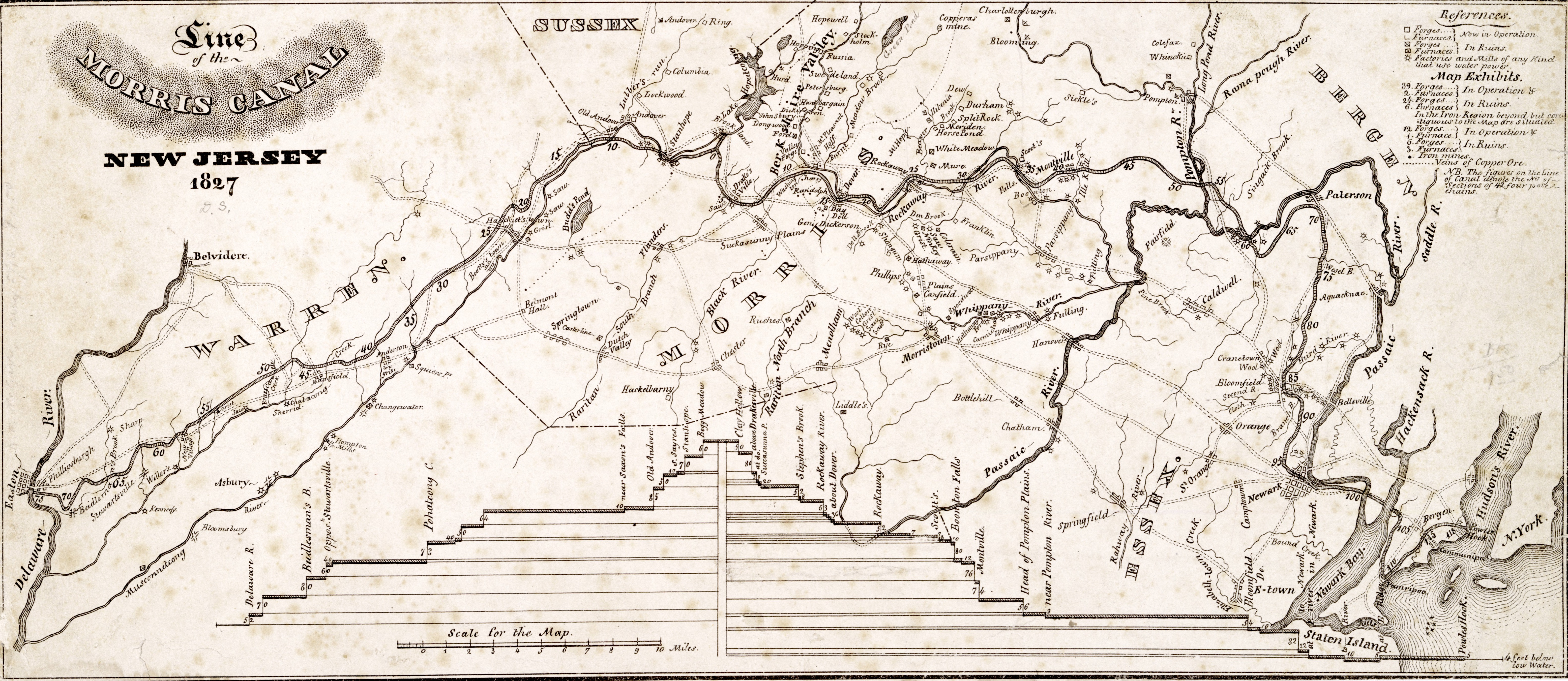
یک نقشه از کانال موریس ۱۰۷ مایل در شمال نیوجرسی

پس از تکمیل کانال موریس در ۱۸۳۱، روند صنعتی شدن در شمال ایالت به سرعت افزایش یافت. این کانال حمل زغال‌سنگ از شرق پنسیلوانیا، لی‌های ولی به شمال نیوجرسی را ممکن می‌کرد و باعث رشد صنعت در شهرهای پترسون، نیوآرک و جرسی سیتی شد.
در ۱۸۴۴، دومین قانون اساسی ایالت تصویب و به مرحلهٔ اجرا درآمد. به موجب آن شهرستان‌ها مناطق انتخاباتی سنای ایالتی شدند و برخی مرزها مثل (مثل مرز شهرستان مرسر) نیز شکل گرفتند. قانون اساسی در ۱۹۴۷ نیز اصلاح شد اما دیوان عالی ایالت متحده آن را در ۱۹۶۲ باطل اعلام کرد. در قانون اساسی سال ۱۷۷۶ نیروی اجرایی ایالت قدرت بیشتری داشتند اما در قانون مصوب ۱۸۴۴، اداراتی ایجاد شدند که مستقل از دولت ایالتی کار می‌کردند.
نیوجرسی یکی از سه ایالاتی بودند (به همراه دلاور و کنتاکی) که موجب دو پیروزی آبراهام لینکلن در انتخابات ریاست جمهوری شدند. در خلال جنگ داخلی آمریکا ایالت توسط فرماندار جمهوری‌خواه، چارلز اسمیت اولدن و سپس فرماندار دموکرات، جوئل پارکر اداره می‌شد. نیوجرسی ۸۰٬۰۰۰ نفر از اهالی خود را در ارتش شمالی از دست داد. برخلاف بسیاری از ایالات، حتی ایالات شمالی، هیچ نبردی از جنگ داخلی در این ایالت رخ نداد.
در انقلاب صنعتی شهرهایی مثل پترسون رشد کرده و پررونق شدند. پیش از آن اقتصاد ایالت متکی به کشاورزی بود که خرابی محصولات و فقر خاک به آن ضربه می‌زد. همین باعث شد که اقتصاد ایالت به سمت صنعتی شدن بیشتر پیش رود و کارخانه‌جات نساجی و تولید ابریشم شکل گرفتند. توماس ادیسون که ۱۹۰۳ اختراع ثبت کرده بود، خود به یکی از شاخصه‌های اصلی انقلاب صنعتی بدل شد. بسیاری از این اختراع‌ها حین کار در نیوجرسی به وجود آمدند. محل کار ادیسون، ابتدا در منلو پارک و سپس اورنج غربی، به عنوان اولین مرکز پژوهش ایالات متحده شناخته می‌شود. خیابان کریستی در منلو پارک نخستین راهی بود که روشنایی الکتریکی را تجربه کرد. ترابری نیز در پی بهبود لوکوموتیوها و قایق‌های بخار بهتر شد.
همچنین معادن آهن نیز موجب رشد صنعت در اواسط قرن نوزدهم شد. معادنی مثل کوه هوپ، هیل و راکوی ولی صنایع پررونقی را شکل دادند. معادن و کانال موریس موجب توسعهٔ شهرهای جدید شدند. استخراج روی نیز، به خصوص در معدن استرلینگ هیل صنایع بزرگی به وجود آورد.

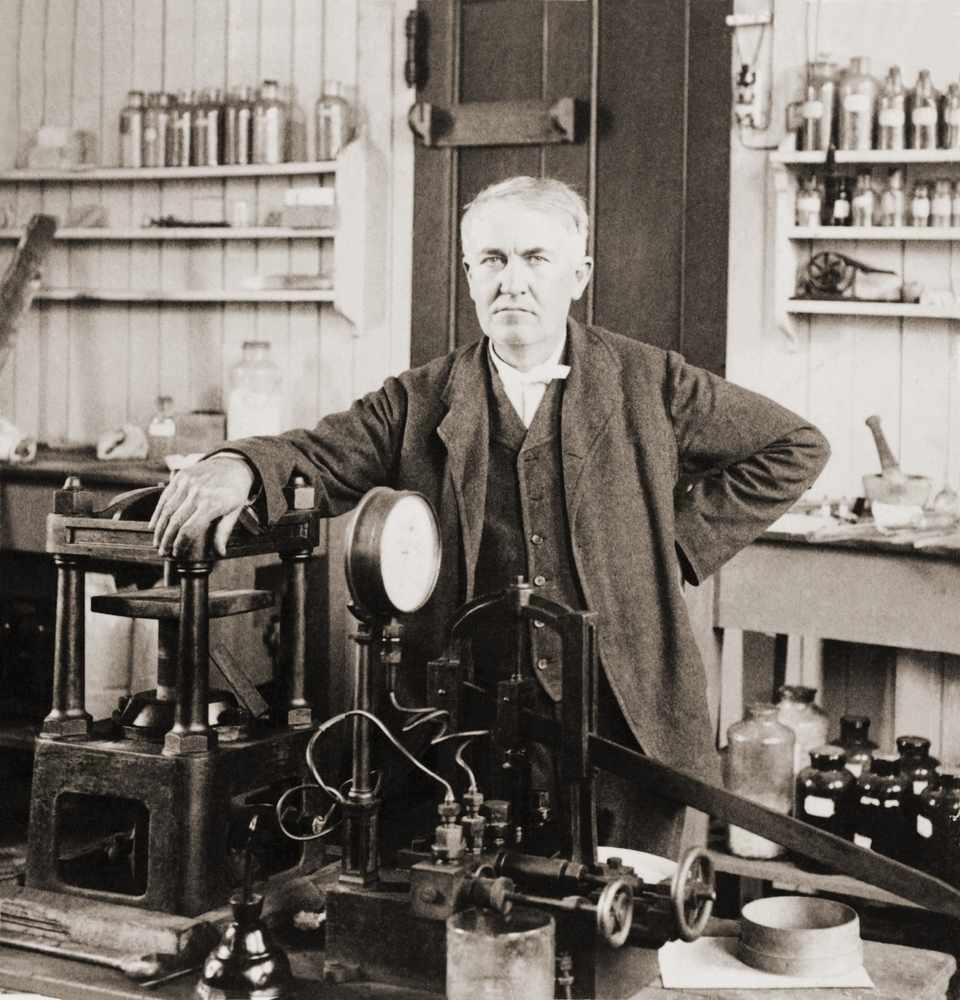
توماس ادیسون در آزمایشگاهش در اورنج غربی، نیوجرسی

### قرن بیستم
نیوجرسی در دههٔ ۱۹۲۰ رونق چشمگیری گرفت. نخستین مراسم دوشیزهٔ آمریکا در ۱۹۲۱ در شهر آتلانتیک سیتی برگزار شد، تونل هالند جرسی سیتی را در ۱۹۲۷ به منهتن متصل کرد و در ۱۹۳۳ اولین سینما ماشین آمریکا در کمدن شروع به کار نمود. در دوران رکود بزرگ اقتصادی در دههٔ ۳۰ قرن بیستم، دولت به ساکنان بیکار مجوز خواهان می‌داد. در همین دهه سانحهٔ هیندنبورگ در شهر منچستر، نیوجرسی رخ داد و کشتی اس‌اس مورو کستل نیز در نزدیکی ازبوری پارک پیش از آتش گرفتن به گل نشست.
در خلال هر دو جنگ‌جهانی، نیوجرسی مرکز تولیدات جنگی، به خصوص تجهیزات نیروی دریایی بود. کشتی‌سازی و اسکلهٔ خشک فدرال در کرنی و نیوآرک و مجموعهٔ کشتی‌سازی نیویورک در کمدن انواع کشتی‌های هواپیمابر، رزمناو و ناوشکن را تولید می‌کند. در جنگ جهانی دوم نیوجرسی به تنهایی ۶٫۸٪ از کل تسلیحات کشور را تولید می‌کرد و رتبهٔ پنجم را از میان ۴۸ ایالت داشت. همچنین فورت دیکس (۱۹۱۷)، کمپ مریت (۱۹۱۷) و کمپ کیلمر (۱۹۴۱) وظیفهٔ تربیت سربازان را در هر دو جنگ جهانی بر عهده داشتند. در دوران جنگ سرد نیز نیوجرسی به یکی از پایگاه‌های اصلی دفاعی کشور بدل شد و با قرارگیری چهارده ایستگاه موشک‌زن نایکی وظیفهٔ دفاع از نیویورک‌سیتی و فیلادلفیا را برعهده داشت. قایق اژدر موتوری پی‌تی-۱۰۹ که در جنگ جهانی دوم تحت فرمان ستوان جان. اف کندی قرار داشت در قایق‌سازی الکو در نزدیکی بایون تولید شده بود. کشتی هواپیمابر یواس‌اس اینترپرایز (سی‌وی-۶) در دههٔ ۱۹۵۰ پیش از آن‌که در کرنی اوراق شود در پایانهٔ نظامی اقیانوسی بایون لنگر انداخت. در سال ۱۹۶۲، نخستین کشتی باری با سوخت هسته‌ای جهان، ان‌اس ساوانه، در کمدن به آب افتاد.
در سال ۱۹۵۱ سامانهٔ شاهراهی نیوجرسی به کار افتاد که امکان حمل و نقل سریع ماشین‌ها و کامیون‌ها را از شمال نیوجرسی (ونطقهٔ کلان‌شهری نیویورک
به جنوب نیوجرسی (و منطقهٔ کلان‌شهری فیلادلفیا) را ایجاد می‌کرد.
در۱۹۵۹، فرماندهی نیروی هوایی موشک سطح به هوای سی‌آی‌ام-۱۰ بومارک را در پایگاه نیروی هوایی مک‌گوار نصب کرد. در ۷ ژوئن ۱۹۶۰ انفجار محفظهٔ سوخت موشک سی‌آی‌ام-۱۰ بومارک موجب ایجاد آلودگی پلوتونیوم در منطقه شد.
در دههٔ ۱۹۶۰، بسیاری از شهرهای صنعتی نیوجرسی صحنهٔ شورش‌های نژادی شد. نخستین شورش نژادی ایالت در روز ۲ اوت ۱۹۶۴، در جرسی‌سیتی رخ داد. متعاقب آن در سال ۱۹۶۷، پس از قتل دکتر مارتین لوتر کینگ جونیور شورش‌هایی در نیوآرک و پینفیلد به پا خواست. در سال ۱۹۷۱ نیز شورش‌هایی در کمدن به وجود آمد.

در سال ۱۹۷۶، در پی دستورالعمل دیوان عالی نیوجرسی در باب سرمایهٔ آموزشی عادلانه، مجلس نیوجرسی قانون مالیات بر درآمد را تصویب نمود. پیش از این دولت هیچ‌گونه مالیات بر درآمدی را اخذ نمی‌کرد.

### قرن بیست و یکم
اوایل هزارهٔ دوم میلادی، دو سامانهٔ قطار سبک شهری در ایالت ایجاد شد: قطار سبک هادسون-برگن در شهرستان هادسن و ریور لاین در میان کمدن و ترنتون. هدف این پروژه‌ها رشد توسعهٔ ترانزیت-محور به ترتیب در شمال ایالت و در جنوب آن بود. هادسون-برگن بخشی از پروژهٔ احیای شهرستان هادسن و جرسی‌سیتی بود. کماکان در قرن بیست و یکم پروژهٔ احیای مناطق شمالی ایالت ادامه دارد. در سال ۲۰۱۴، آمار جمعیتی جرسی‌سیتی حدود ۲۶۲٬۱۴۶ نفر را نشان می‌داد که از سال ۲۰۱۰ بیشترین رشد شهری در ایالت محسوب می‌شد. بین ۲۰۰۰ تا ۲۰۱۰، نیوآرک نخستین رشد مثبت جمعیتی خود را پس از دههٔ ۱۹۵۰ تجربه کرد.

## جغرافیا

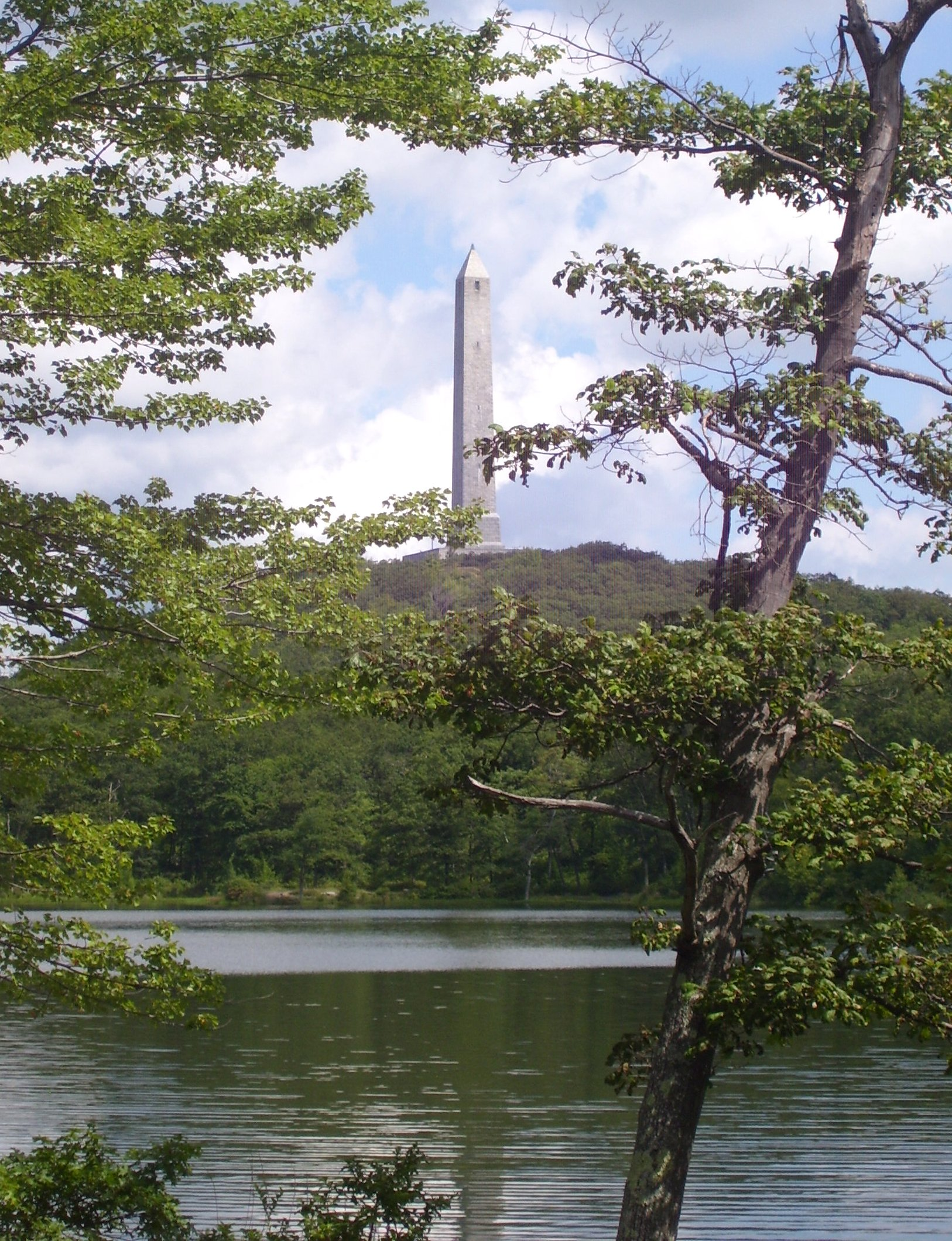
بنای یادبودهای پوینت که از فراز دریاچهٔ مارسیا درهای پوینت، شهرستان ساسکس دیده می‌شود. این بنا در بلندترین نقطهٔ ایالت با ارتفاع ۱۸۰۳ پا (۵۴۹ متر) از سطح دریا قرار گرفته است.

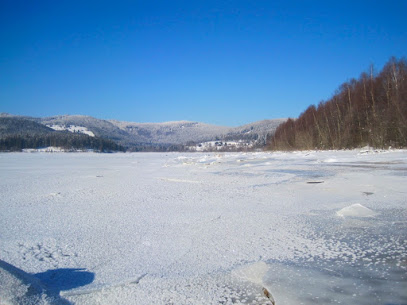
کوه کیتی اَن در کینلون، شهرستان موریس. ارتفاع این کوه ۱۱۵۹ پا (۳۵۳ متر) از سطح دریا می‌باشد و با حیث ارتفاع نسبی با ۸۹۲ پا (۲۷۱ متر) بلندترین نقطهٔ ایالت است.

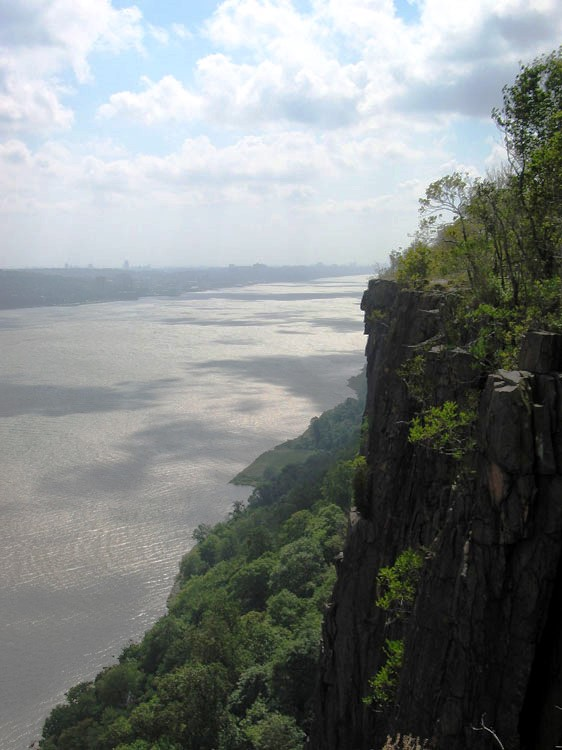
بخشی از پارک میان‌ایالتی پالیزاد که ارتفاعات پالیزاد و رود هادسن را در برگن و شهرستان هادسن نشان می‌دهد.

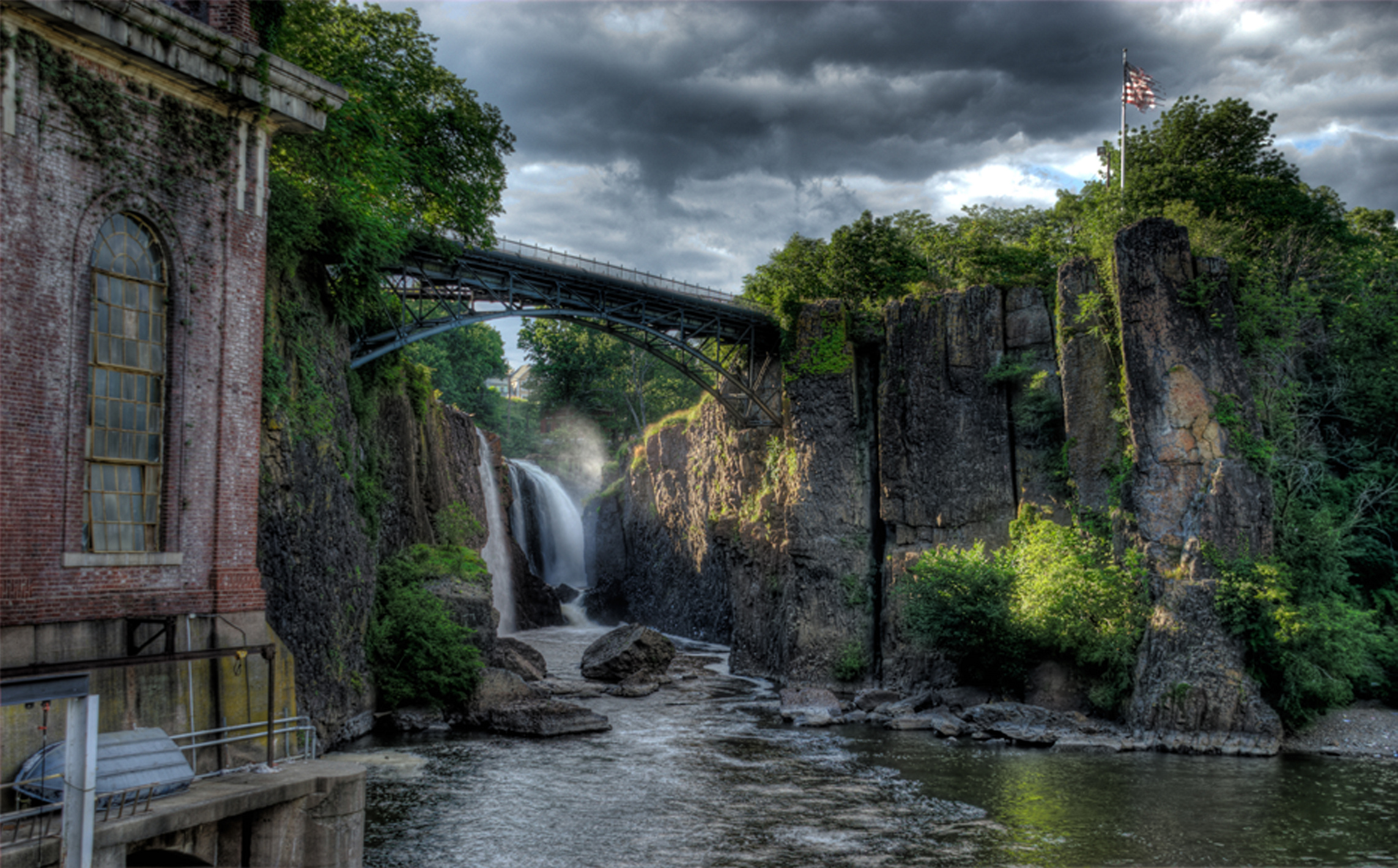
آبشار بزرگ در راه رود پاسائیک در پترسون، شهرستان پاسائیک در نوامبر ۲۰۱۱

نیوجرسی در شمال و شمال شرق خود با ایالت نیویورک مرز مشترک دارد. (بخشی از آن رود هادسن، خلیج بالای نیویورک، کیل ون کول، خلیج نیوآرک و آرتور کیل مشخص می‌شود) در شرق ایالت نیز اقیانوس اطلس قرار گرفته است. در جنوب غربی از طریق خلیج دلاویر با ایالت دلاویر و در غرب از طریق رود دلاویر با پنسیلوانیا همسایه است. نیوجرسی غالباً به سه منطقهٔ جغرافیایی تقسیم می‌شود: شمال جرسی، مرکز جرسی و جنوب جرسی. برخی ساکنان نیوجرسی مرکز جرسی را یک منطقهٔ به خصوص به حساب نمی‌آورند اما بقیهٔ مردم اعتقاد دارند که این منطقه از لحاظ جغرافیایی و فرهنگی با دو منطقهٔ دیگر تفاوت دارد.
در این مناطق پنج ناحیهٔ متمایز نیز قرار گرفته است که بر اساس جغرافیای طبیعی و تمرکز جمعیت تقسیم می‌شوند. اولی شمال شرقی ایالت که به منهتن در نیویورک نزدیک است و روزانه میلیون‌ها مسافر که غالباً از حمل و نقل عمومی استفاده می‌کنند، برای رفتن به محل کار خود وارد شهر می‌شوند. شمال غربی نیوجرسی غالباً جنگلی، روستایی و کوهستانی است. سواحل نیوجرسی در امتداد اقیانوس اطلس در مرکز و جنوب جرسی طبیعت، ساکنان و فرهنگ مشخص به خود را دارد. درهٔ دلاور که شهرستان‌های جنوب غربی ایالت را در برمی‌گیرد در منطقهٔ کلان‌شهری فیلادلفیا قرار می‌گیرد. ناحیهٔ پاین بارنز (کاج‌های بی‌ثمر) نیز بخش جنوبی ایالت را در برمی‌گیرد و عموماً با جنگل‌های کاج و بلوط پوشیده شده است و تراکم جمعیتی پایین‌تری نیز نسبت به دیگر مناطق ایالت دارد.
ادارهٔ مدیریت و بودجهٔ فدرال ایالت را به هفت منطقهٔ آماری کلان‌شهری، با ۱۶ شهرستان که مناطق کلان‌شهری نیویورک و فیلادلفیا را در برمی‌گیرند، تقسیم می‌کند. چهار شهرستان کلان‌شهر مستقل خود را دارند و شهرستان وارن بخشی از کلان‌شهر لی‌های ولی در پنسیلوانیا به حساب می‌آید. نیوجرسی در مرکز مگالاپلیس شمالشرق قرار دارد.
های پوینت در شهر مونتاگ، شهرستان ساسکس با ۱۸۰۳ پا (۵۵۰ متر) ارتفاع از سطح دریا به عنوان بلندترین نقطهٔ ایالت شناخته می‌شود اما از نظر ارتفاع نسبی، کوه کیتی‌اَن در شهرستان موریس با ارتفاع نسبی ۸۹۲پا (۲۷۱ متر) بلندترین نقطهٔ ایالت به حساب می‌آید. پالیزادها یک رشته از صخره‌های شیب‌دار در کنارهٔ رود هادسن در شهرستان برگن و هادسن هستند. رودهای هادسن، دلاویر، پاسائیک، هاکنسک، راهوی، موسکانِتکانگ، مولیکا، رانکوکاس، ماناسکوان، موریس و تامز از اصلی‌ترین رودهای ایالت هستند. به خاطر ماهیت شبه‌جزیرهای نیوجرسی، هم طلوع و هم غروب آفتاب در نقاط مختلف ایالت بر فراز آب قابل مشاهده است.

### مکان‌های برجستهٔ جغرافیایی
- شکاف آبی دلاویر (یک شکاف پرشده از آب در مرز نیوجرسی و پنسیلوانیا)
- خلیج بزرگ (در شمال آتلانتیک سیتی و جنوب نیویورک)
- پناهگاه حیات وحش ملی باتلاق بزرگ (در شهرستان موریس که یکی از ۵۵۰ پناهگاه حیات وحش کشوری است)
- ارتفاعات نیویورک-نیوجرسی
- پالیزادها (صخره‌های حاشیه رود هادسن)
- سواحل جرسی (سواحل اقیانوس اطلس)
- مزارع نیوجرسی (اکوسیستم گستردهٔ تالابی در شمال شرق ایالت)
- پاین بارنز (جنگل‌های کاج و بلوط جنوب ایالت)
- جنگل ایالتی کوه راماپو (در شهرستان‌های برگن و پاسائیک)
- ذخیره‌گاه کوه جنوبی (ذخیره‌گاه طبیعی بر رود راهوی در شهرستان اسکس)

### آب و هوا
دو شرایط آب و هوایی در ایالت وجود دارد. جنوب، مرکز و شمال شرقی ایالت آب و هوای نیمهگرمسیری مرطوب دارد، در حالی که شمال غربی ایالت جز اقلیم قاره‌ای مرطوب قرار می‌گیرد که دمایش در ارتفاعات کمتر می‌شود. هر سال بین ۲۴۰۰ تا ۲۸۰۰ ساعت آفتاب بر ایالت می‌تابد.
تغییرات آب و هوایی نیوجرسی از تمام ایالات دیگر سرعت بیشتری دارد. طبق گزارش‌های ۲۰۱۹، نیوجرسی یکی از سریع‌ترین گرمایش را در کشور داشته است. از سال ۱۸۹۵، میانگین دمایی ایالت ۳٫۶ درجهٔ فانهایت افزایش داشته است؛ بیش از دو برابر میانگین دمایی ۴۸ ایالت دیگر.
تابستان‌ها عموماً گرم و شرجی است، که میانگین بالایی دما ۲۸–۳۱ درجهٔ سانتیگراد و میانگین پایین دما ۱۶–۲۱ درجهٔ سانتیگراد می‌باشد. هر تابستان حدود ۲۵ روز از سال دما از ۳۲ درجه بالاتر می‌رود و و بعضی سال‌ها به دمای بالاتر از ۳۸ درجه نیز دیده می‌شود. زمستان‌ها نیز معمولاً سرد است و برخی مواقع دمای آن به پایین‌تر از ۱۲ درجهٔ سانتیگراد نیز می‌رسد. برخی روزهای زمستانی نیز دمایی بالاتر از ۱۰ درجه را تجربه می‌کند. بخش شمال غربی ایالت زمستان‌های سردتری را نسبت به دیگر نقاط ایالت تجربه می‌کند و گاهی دمایش به پایین‌تر از ۱۸ درجهٔ سانتیگراد نیز می‌رسد. بهار و پاییز معمولاً تفاوت دمایی زیادی را به خود می‌بیند و رطوبت کمتری نسبت به تابستان دارند. بالاترین دمای گزارش شده در نیوجرسی مربوط به ۱۰ ژوئیه ۱۹۳۶ در رونیون می‌شود که رکورد ۴۳ درجهٔ سانتیگراد را ثبت کرده است و در مقابل پایین‌ترین دمای گزارش شده در ایالت نیز با -۳۷ درجهٔ سانتیگراد مربوط به ۵ ژانویه ۱۹۰۴ در ریور ویل می‌شود.
میانگین بارش سالانهٔ ایالت ۱۱۰۰ تا ۱۳۰۰ میلیمتر است که در تمام سال ادامه خواهد داشت. میانگین بارش برف در زمستان نیز در جنوب و نزدیک سواحل۲۵۰–۳۸۰ میلیمتر، در شمال شرقی و مرکز ایالت ۳۸۰–۷۶۰ میلیمتر و در ارتفاعات شمال غربی ۱۰۰۰–۱۳۰۰ میلیمتر می‌باشد؛ البته میزان بارش برف می‌تواند سال به سال متفاوت باشد. به‌طور متوسط ۱۲۰ روز از سال بارانی است و ۲۵ تا ۳۰ روز آن با توفان و آذرخش همراه می‌شود که بیشتر در تابستان نیز رخ می‌دهد.
در طول زمستان و اوایل بهار امکان رخ دادن نوریستر در ایالت به همراه کولاک یا سیلاب وجو دارد اما تندبادها، توفند، پیچند و زلزله به ندرت اتفاق می‌افتد اگرچه که تندباد سال ۱۹۰۳ و توفند سندی در ۲۹ اکتبر ۲۰۱۲ بر نیوجرسی با ریزش زمین و بادهایی با سرعت ۱۴۵ کیلومتر بر ساعت اثر گذاشته است.

## مردم‌شناسی

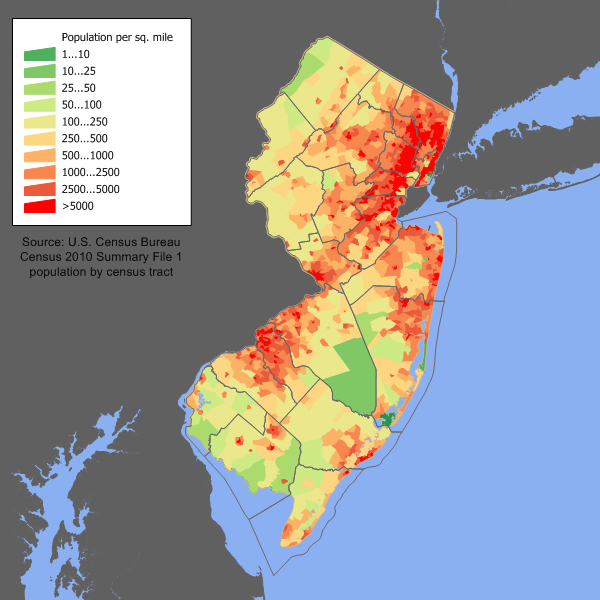
پراکندگی جمعیتی در نیوجرسی

### جمعیت ایالت
اداره آمار ایالات متحده آمریکا تخمین می‌زند که در ۱ ژوئیه ۲۰۱۹، نیوجرسی جمعیتی برابر با ۸٬۸۸۲٬۱۹۰ نفر داشته باشد که نسبت به سرشماری سال ۲۰۱۰، ۱٫۰۳٪ افزایش داشته است. ساکنان نیوجرسی اغلب نیوجرسین (به انگلیسی: New Jerseyans) خواند می‌شوند اما نیوجرسیت(به انگلیسی: New Jerseyites) نیز گاهی به آن‌ها گفته می‌شود. طبق‌آمار سال ۲۰۱۰، ۸٬۷۹۱٬۸۹۴ نفر در این ایالت سکنی دارند که ترکیب نژادی آن‌ها بدین صورت است:
- سفیدپوستان آمریکایی: ۶۸٫۶٪
- سیاهپوستان آمریکایی: ۱۳٫۷٪
- آسیایی‌های آمریکایی: ۸٫۳٪
- بومیان آمریکا: ۰٫۳٪
- نژاد مخلوط: ۲٫۷٪
- دیگر نژادها: ۶٫۴٪

۱۷٫۱٪ از جمعیت ایالت هیسپانیایی یا لاتین هستند.
| ترکیب نژادی                                     | ۱۹۷۰  | ۱۹۹۰  | ۲۰۰۰  | ۲۰۱۰  |
| ----------------------------------------------- | ----- | ----- | ----- | ----- |
| سفیدپوست                                        | ۸۸٫۶٪ | ۷۹٫۳٪ | ۷۲٫۵٪ | ۶۸٫۶٪ |
| سیاه‌پوست                                        | ۱۰٫۷٪ | ۱۳٫۴٪ | ۱۳٫۶٪ | ۱۳٫۷٪ |
| آسیایی                                          | ۰٫۳٪  | ۳٫۵٪  | ۵٫۷٪  | ۸٫۳٪  |
| سرخپوست                                         | ۰٫۱٪  | ۰٫۲٪  | ۰٫۲٪  | ۰٫۳٪  |
| بومیان هاوایی و دیگر مردم جزیره‌های اقیانوس آرام | –     | –     | –     | –     |
| دیگر نژادها                                     | ۰٫۳٪  | ۳٫۶٪  | ۵٫۴٪  | ۶٫۴٪  |
| مخلوط دو یا چند نژاد                            | –     | –     | ۲٫۵٪  | ۲٫۷٪  |

سفیدپوستان غیرهیسپانیک در سال ۲۰۱۱ ۵۸٫۹٪ از جمعیت ایالت را تشکیل می‌دادند، در حالی که این رقم در سال ۱۹۷۰ برابر با ۸۵٪ جمعیت بود.
در سال ۲۰۱۰، تخمین زده می‌شد که ۶٫۲٪ از مردم ایالت را مهاجران غیرقانونی تشکیل می‌دهند که از این نظر نیوجرسی چهارمین ایالت در میان ایالات کشور محسوب می‌شود. تخمین زده می‌شود که ۵۵۰٬۰۰۰ مهاجر غیرقانونی در سال ۲۰۱۰ در ایالت ساکن بودند. در این میان کمدن، جرسی سیتی و نیوآرک تنها شهرهایی بودند که قواعد شهر بستگاه (مشارکت حوزهٔ قضایی با قوهٔ مجریهٔ شهر برای جلوگیری از مهاجرت غیرقانونی) در آن اجرا می‌شود.
طبق گزارش سال ۲۰۱۰، نیوجرسی یازدهمین ایالت پرجمعیت ایالات متحده است و با تراکم ۴۵۸ نفر در هر کیلومتر به عنوان متراکم‌ترین ایالت کشور نیز شناخته می‌شود. بیشتر جمعیت ساکن ایالت در شهرستان‌های پیرامون نیویورک سیتی و فیلادلفیا و سواحل شرقی سکونت دارند، در حالی که شهرستان‌های غربی و جنوبی ایالت جمعیت کمتری زندگی می‌کنند. این ایالت طبق گزارش ادارهٔ آمار، ثروتمندترین شهر ایالات متحده است.
گرانیگاه جمعیتی نیوجرسی شهرستان میدلسکس و شهر میلتاون می‌باشد. همچنین تراکم حضور دانشمندان و مهندسان در نیوجرسی از هر نقطهٔ دیگر دنیا بالاتر است.
در ۲۱ اکتبر ۲۰۱۳، ایالت نیوجرسی ازدواج همجنسگرایان را قانونی اعلام کرد.

نژادها و قومیت‌ها

نیوجرسی یکی از بیشترین گوناگونی‌های قومیتی و مذهبی آمریکا را دارد. در سال ۲۰۱۱، ۵۶٫۴٪ از کودکان زیر یک سال متعلق به نژادهای کمینه بودند که برابر با یک درصد از جمعیت سفید غیرهیسپانیک است. این ایالت پس از نیویورک بیشترین جمعیت یهودی و پس از میشیگان بیشترین جمعیت مسلمان را بر حسب درصد در خود جا داده است. همچنین بیشترین درصد جمعیت پرویی کشور را دارد و پس از فلوریدا بیشترین درصد جمعیت کوبایی نیز در نیوجرسی زندگی می‌کنند. علاوه بر این نیوجرسی سومین جمعیت بزرگ آسیایی‌های ساکن آمریکا را بر حسب درصد در خود جای داده است. همچنین بر اساس آمار سرشماری سال ۲۰۰۰ دومین جمعیت بزرگ ایتالیایی‌ها نیز در این ایالت سکونت دارند. تعداد قابل توجهی از سیاهپوستان، هیسپانیایی‌ها (پرتوریکویی و دومینیکنی)، سرخپوستان، عرب‌ها و برزیلی‌ها در این ایالت مأوا گزیده‌اند. نیوجرسی سومین جمعیت بزرگ هندیان و شهرستان برگن بزرگ‌ترین جامعهٔ مالایالی کشور را در خود جای داده‌اند. همچنین بزرگ‌ترین جامعهٔ کره‌ای آمریکا نیز در نیوجرسی حضور دارند و شهرستان برگن پرتراکم‌ترین جمعیت کره‌ای را در میان تمام شهرستان‌ها آمریکا دارد (۶٫۹٪ در ۲۰۱۱). نیوجرسی همچنین براساس آمار سال ۲۰۱۰، دارای چهارمین جمعیت بزرگ فیلیپینی و چهارمین جمعیت بزرگ چینی می‌باشد. پنج جمعیت قومی پرشمار ایالت در سال ۲۰۰۰ اینگونه بوده‌اند:
- ایتالیایی (۱۷٫۹٪)
- ایرلندی (۱۵٫۹٪)
- آفریقایی‌ها (۱۳٫۶٪)
- آلمانی (۱۲٫۶٪)
- لهستانی (۶٫۹٪)

میدان ایندیا در شهر بمبئی، جرسی سیتی، شهرستان هادسن خانهٔ بزرگ‌ترین جمعیت هندی‌ها در نیم‌کرهٔ غربی است. در حالی که نیوجرسی مرکزی، به خصوص ادیسون و پیرامون شهرستان میدلسکس به عنوان سکونتگاه هندی‌های پرشمار شناخته می‌شود. بزرگ‌ترین پرستشگاه هندوها در سال ۲۰۱۴ در رابینزویل افتتاح گشت.
نیوآرک با ۲۵۰٬۰۰۰ نفر جمعیت، چهارمین شهر کم‌درآمد در ایالات متحده است، در حالی که ایالت نیوجرسی دومین سطح میانگین درآمد را در سال ۲۰۱۴ داشته است. این از آنجا ناشی می‌شود که بیشتر ثروت در حومهٔ نیویورک و فیلادلفیا متمرکز شده است. نیوجرسی متراکم‌ترین ایالت است و تنها ایالتی است که طبق تعاریف ادارهٔ آمار ایالات متحده تمام شهرستان‌هایش را می‌توان شهری شده در نظر گرفت.

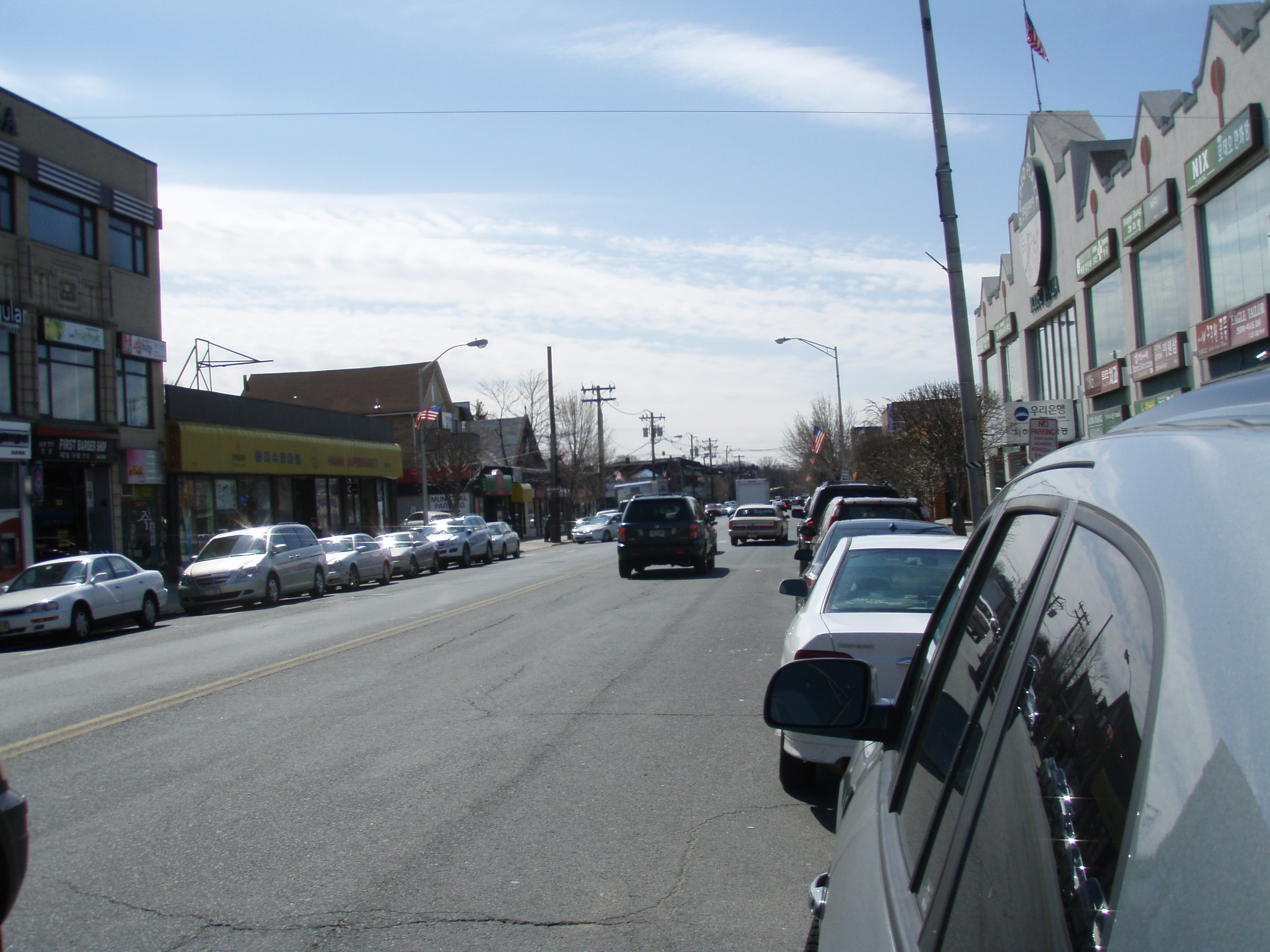
شهرستان برگن دارای بیشترین جمعیت کره‌ای در کشور است. کره‌ای‌ها در پلیزادس پارک (تصویر بالا) ۵۲٪ جمعیت ساکن را تشکیل می‌دهند. در تصویر روی تابلوی خرده‌فروشی با الفبای هانگول (한글) نوشته شده است.

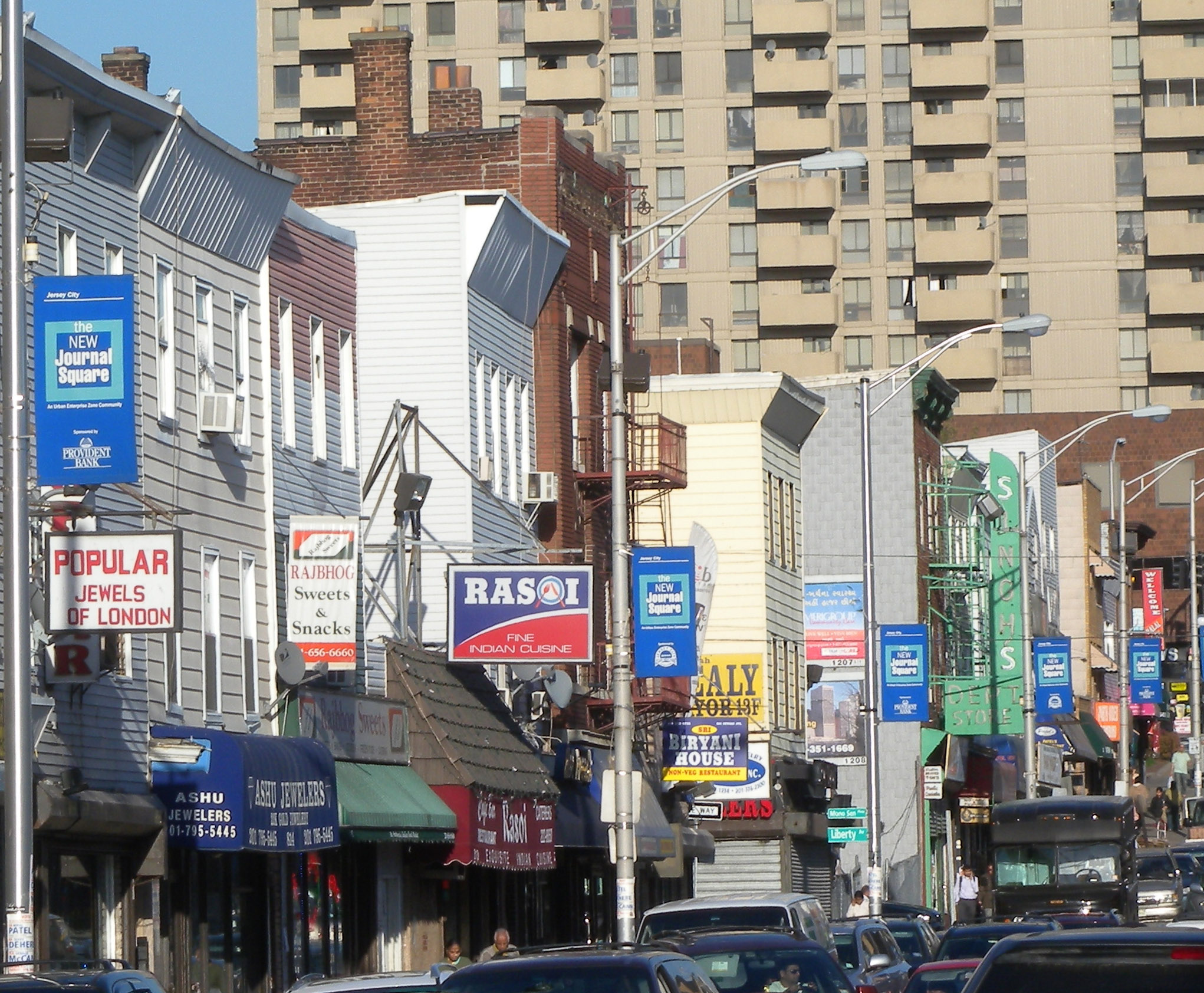
میدان ایندیا در بمبئی، جرسی سیتی

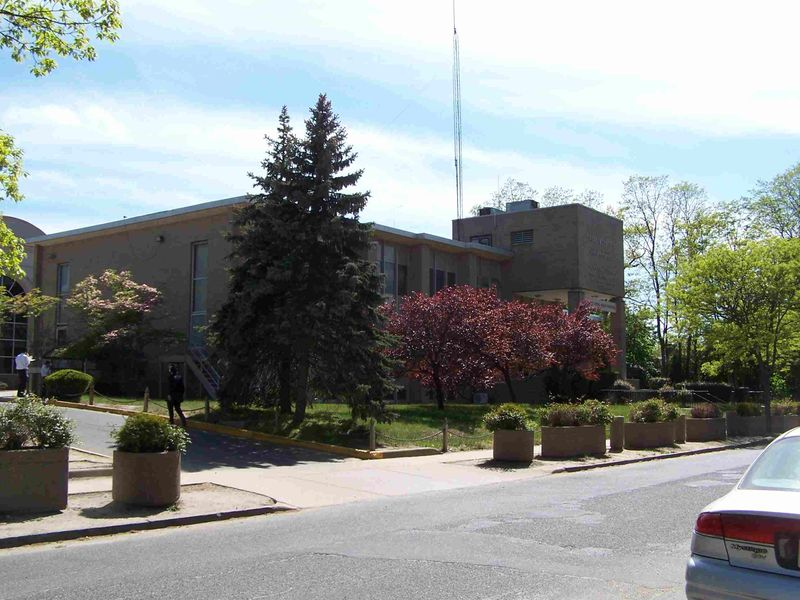
بث مدراش گووُها در لیک‌وود، شهرستان اوشن بزرگ‌ترین یشیوای خارج از اسرائیل است. یهودیان ارتدکس یکی از سریع‌ترین رشدهای جمعیتی را در ایالت دارند.

مناطق آماری نیوجرسی. شهرستان‌های به آبی‌رنگ و مرسرو وارن جزئی از کلان‌شهر نیویورک محسوب می‌شوند. شهرستان‌های که با رنگ سبز نشان داده شده به همراه آتلانتیک، کیپ می و کامبرلند نیز جزئی از کلان‌شهر فیلادلفیا محسوب می‌گردد.

سال ۲۰۱۰، ۶٫۲٪ از جمعیت زیر پنج سال سن داشتند و ۲۳٫۵٪ افراد سنشان پایین‌تر از ۱۸ سال بوده در حالی که فقط ۱۳٫۵٪ از افراد ۶۵ سال یا بیشتر داشتند. همچنین تخمین زده می‌شود که در این سال زنان ۵۱٫۳٪ از جمعیت ایالت را تشکیل می‌دادند. یکی از تحقیقات مرکز تحقیقاتی پیو نشان می‌دهد که نیوجرسی تنها ایالتی است که هندیان مقام بیشترین جمعیت مهاجرانی که خارج از آمریکا متولد شده‌اند را دارند. هندیان ۱۰٪ از کل متولدشدگان خارج از آمریکای نیوجرسی را تشکیل می‌دهد.

## فرهنگ

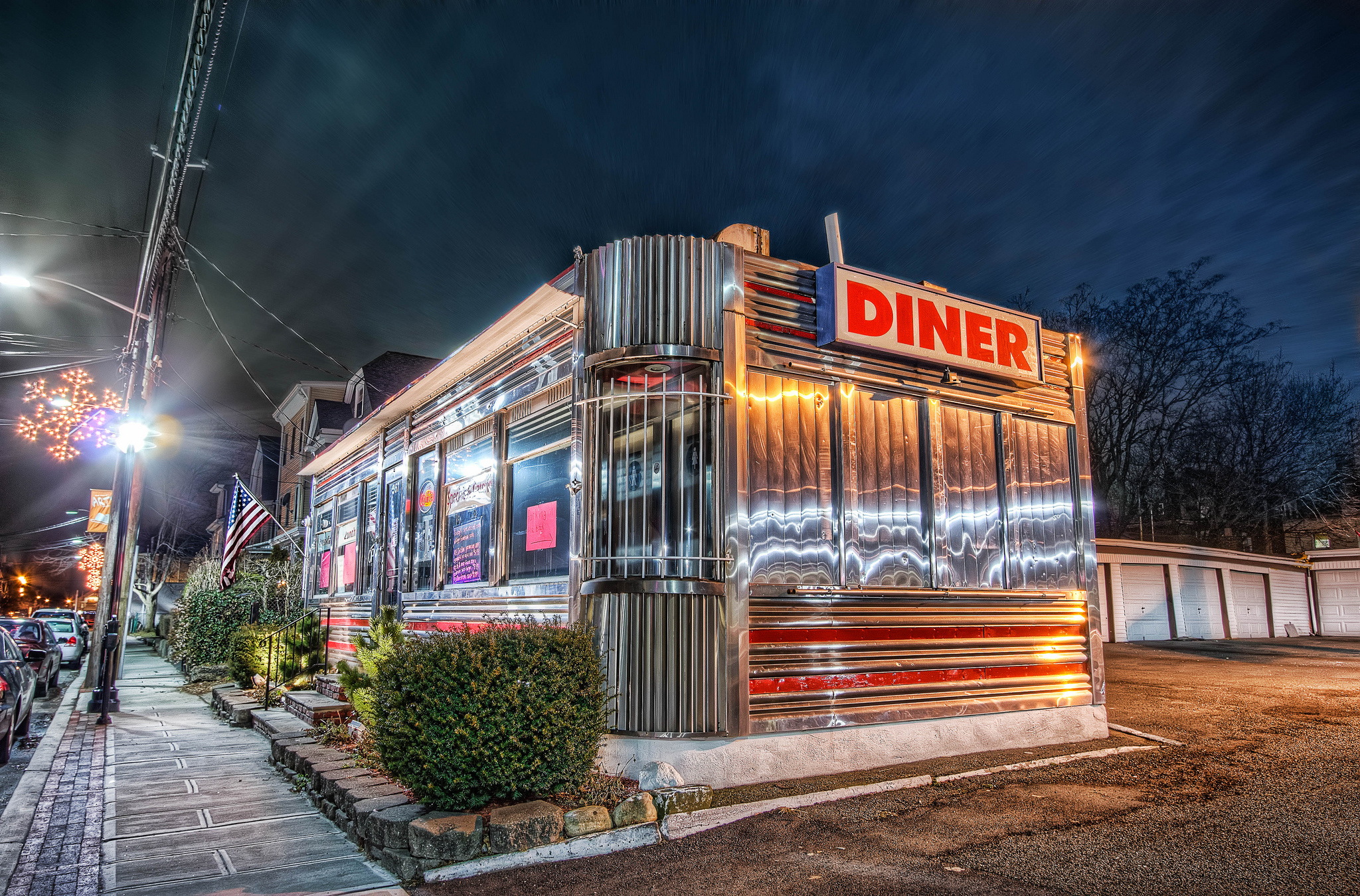
یک داینر به سبک دههٔ ۱۹۵۰ در اورنج، اسکس

## نگارخانه

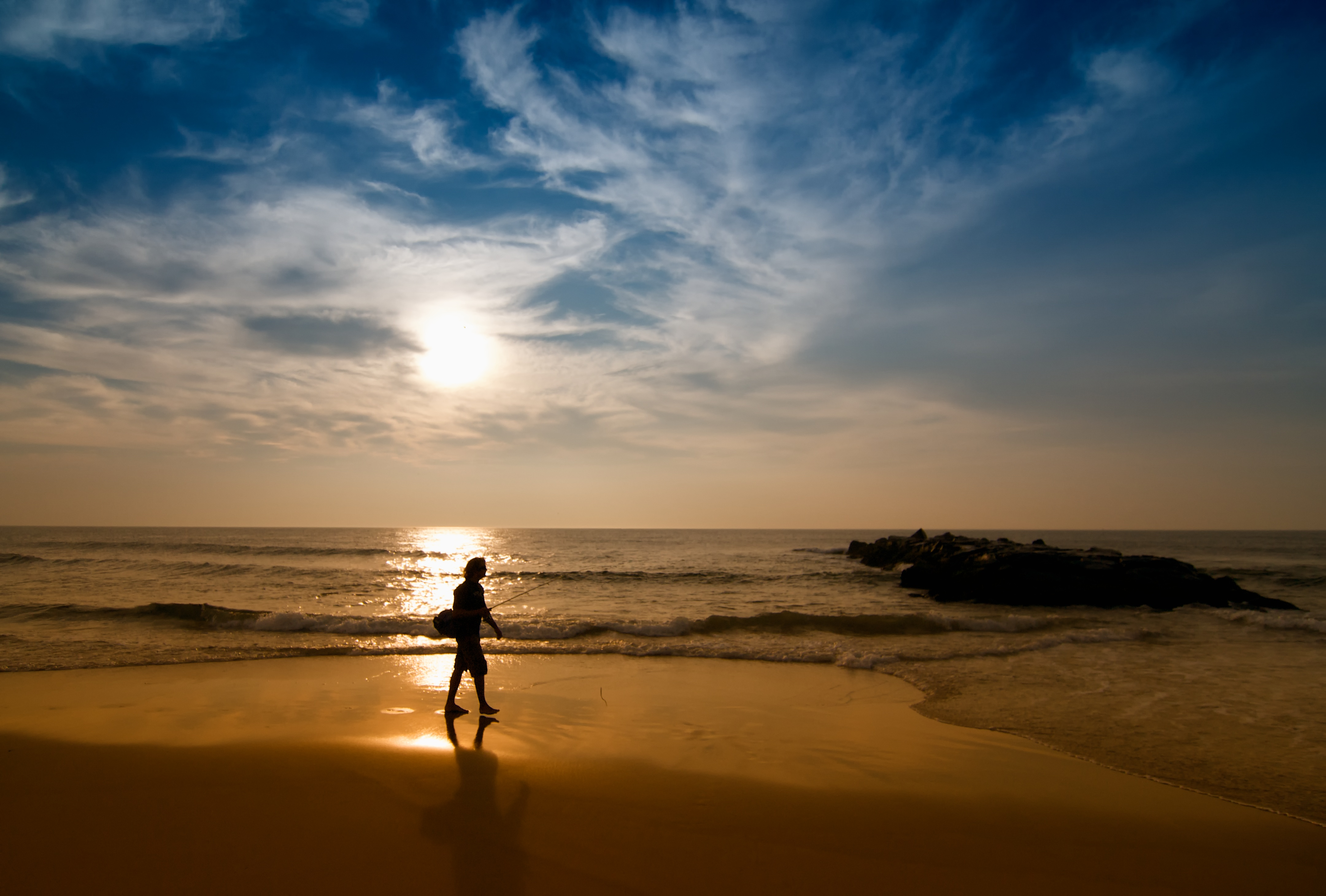
غروب آفتاب در سواحل جرسی در دریاچهٔ اسپرینگ، شهرستان مونمووث
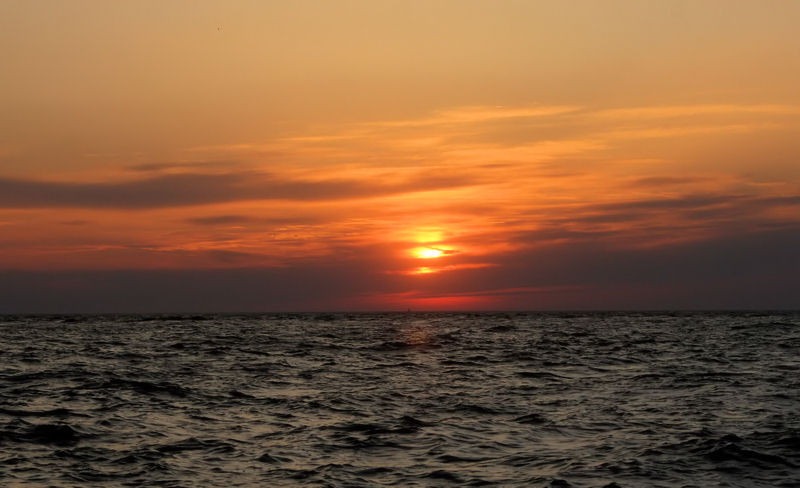
غروب آفتاب در سواحل سانست بچ در شهرستان کیپ می
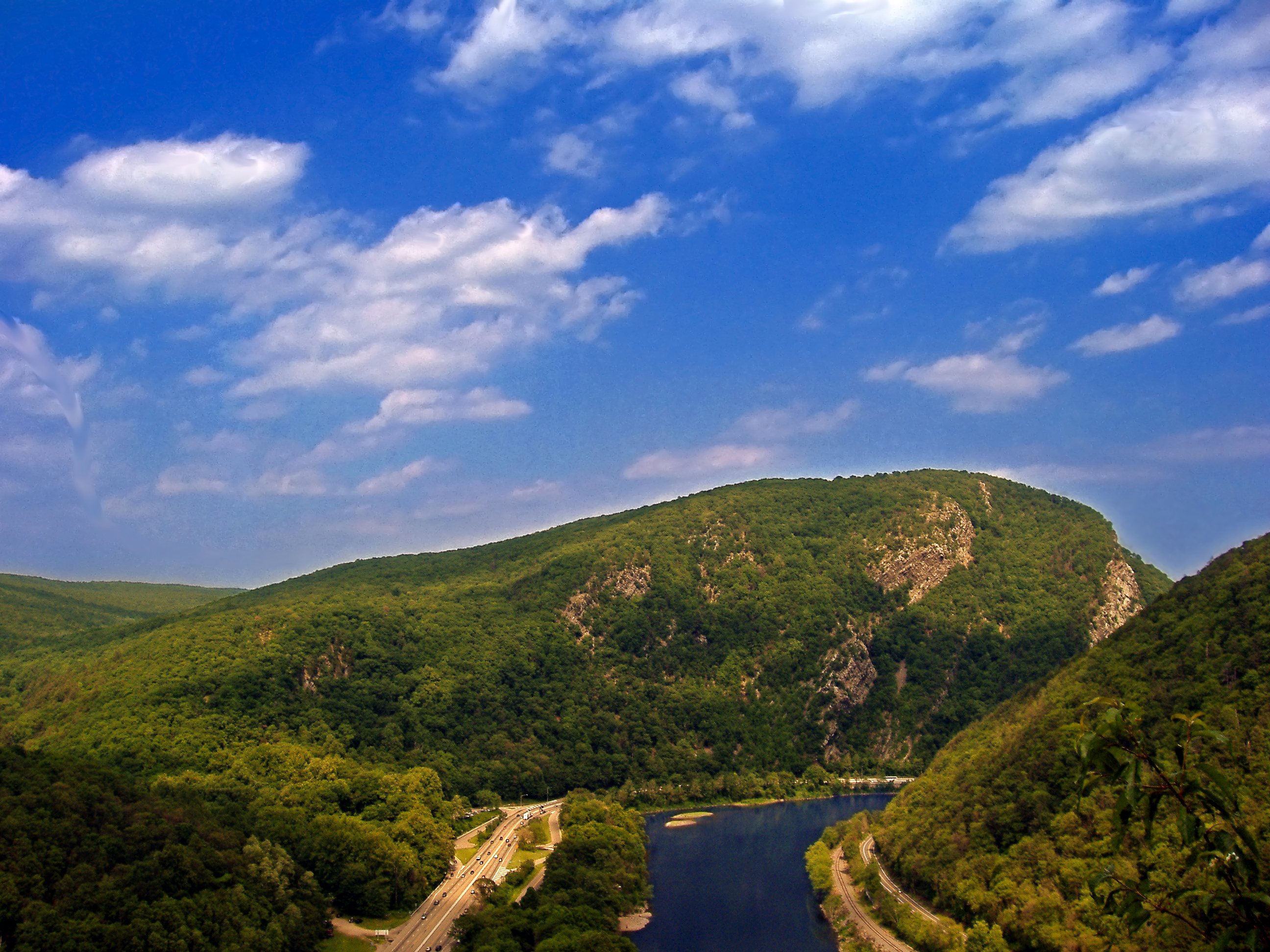
شهرستان وارن. نیوجرسی در اینجا شکاف آبی دلاویر را با همسایه‌اش، پنسیلوانیا تقسیم می‌کند.

### نرخ تولد
در سال ۲۰۱۱، ۵۶٫۴٪ از کودکان زیر یک سال نیوجرسی اقلاً یکی از والدینشان جز اقلیت نژادی (یعنی نژادی غیر از نژاد سفید غیرهیسپانیک) بودند.
| نژاد                    | ۲۰۱۴           | ۲۰۱۵           | ۲۰۱۶           | ۲۰۱۷           | ۲۰۱۸           |
| ----------------------- | -------------- | -------------- | -------------- | -------------- | -------------- |
| سفیدپوست                | ۷۱٬۰۳۳ (۶۸٫۸٪) | ۷۲٬۴۰۰ (۷۰٫۲٪) | ...            | ...            | ...            |
| سفید غیر-هیسپانیک       | ۴۸٬۱۹۶ (۴۶٫۶٪) | ۴۷٬۴۲۵ (۴۶٫۰٪) | ۴۶٬۰۷۶ (۴۴٫۹٪) | ۴۵٬۸۲۵ (۴۵٫۳٪) | ۴۵٬۵۰۰ (۴۴٫۹٪) |
| سیاه‌پوست                | ۲۰٬۱۰۲ (۱۹٫۴٪) | ۱۸٬۳۶۳ (۱۷٫۸٪) | ۱۳٬۸۷۰ (۱۳٫۵٪) | ۱۳٬۶۸۴ (۱۳٫۵٪) | ۱۳٬۸۸۶ (۱۳٫۷٪) |
| آسیایی                  | ۱۱٬۹۷۷ (۱۱٫۶٪) | ۱۲٬۱۹۲ (۱۱٫۸٪) | ۱۲٬۰۵۳ (۱۱٫۷٪) | ۱۱٬۶۹۱ (۱۱٫۵٪) | ۱۱٬۴۵۲ (۱۱٫۳٪) |
| سرخ‌پوست                 | ۱۹۳ (۰٫۲٪)     | ۱۷۲ (۰٫۲٪)     | ۶۲ (۰٫۰٪)      | ۷۲ (۰٫۱٪)      | ۶۷ (۰٫۱٪)      |
| هیسپانیک (از هر قومیتی) | ۲۷٬۲۶۷ (۲۶٫۴٪) | ۲۷٬۹۱۹ (۲۷٫۱٪) | ۲۸٬۰۸۳ (۲۷٫۳٪) | ۲۷٬۳۵۴ (۲۷٫۰٪) | ۲۷٬۵۹۷ (۲۷٫۳٪) |
| جمع کل نیوجرسی          | ۱۰۳٬۳۰۵ (۱۰۰٪) | ۱۰۳٬۱۲۷ (۱۰۰٪) | ۱۰۲٬۶۴۷ (۱۰۰٪) | ۱۰۱٬۲۵۰ (۱۰۰٪) | ۱۰۱٬۲۲۳ (۱۰۰٪) |

- از سال ۲۰۱۶، اطلاعات مربوط به سفیدپوستان هیسپانیک جمع‌آوری نشده است

### زبان
| زبان      | درصد جمعیت |
| --------- | ---------- |
| اسپانیایی | ۱۴٫۵۹٪     |
| چینی      | ۱٫۲۳٪      |
| ایتالیایی | ۱٫۰۶٪      |
| پرتغالی   | ۱٫۰۶٪      |
| فیلیپینی  | ۰٫۹۶٪      |
| کره‌ای     | ۰٫۸۹٪      |
| گوجاراتی  | ۰٫۸۳٪      |
| لهستانی   | ۰٫۷۹٪      |
| هندی      | ۰٫۷۱٪      |
| عربی      | ۰٫۶۲٪      |
| روسی      | ۰٫۵۶٪      |

طبق گزارش سال ۲۰۱۰، ۷۱٫۳۱٪ (۵٬۸۳۰٬۸۱۲) از مردم نیوجرسی که حداقل پنج سال سن دارند، زبان انگلیسی زبان اصلی آن‌هاست که در خانه صحبت می‌شود در حالی که ۱۴٫۵۹٪ (۱٬۱۹۳٬۲۶۱) از باشندگان زبان اسپانیایی و ۱٫۲۳٪ (۱۰۰٬۲۱۷) زبان چینی به عنوان زبان اولشان نگاه می‌کنند. به‌طور کلی ۲۸٫۶۹٪ (۲٬۳۴۵٬۶۴۴) از مردم زبان مادریشان غیر انگلیسی است. این تفاوت‌های زبانی گسترده‌ای که در نیوجرسی مشاهده می‌شود، باعث شده تا این ایالت به ایالت با چندگانگی فرهنگی شهرت یابد و خانهٔ بسیاری از جوامع غیرانگلیسی زبان شده است:
- آلبانیایی‌های پترسون، گارفیلد
- عربی‌زبان‌های پترسون، جرسی سیتی
- ارمنی‌زبانان شهرستان برگن
- اندونزیایی‌زبان‌های شهرستان‌های گلاستر سیتی، میدلسکس، سامرست و یونیون
- بنگالی‌زبانان پترسون
- کانتونی‌زبانان
- فارسی‌زبانان
- یونانی‌زبانان
- گجراتی‌زبانان
- عبری‌زبانان
- هندی‌زبانان در شهرهای جرسی سیتی، ادیسون، آیسلین، ماونت لورل، چری هیل، پرینستون و رابینزویل
- ایتالیایی‌زبانانی که سراسر ایالت پراکنده هستند به ویژه در شهرستان‌های کمدن، اسکس و برگن
- ژاپنی‌زبانان ادج‌واتر و فورت‌لی
- کره‌ای زبانان شهرستان برگن

### مذهب
| مذهب در نیوجرسی (۲۰۱۴) | مذهب در نیوجرسی (۲۰۱۴) | مذهب در نیوجرسی (۲۰۱۴) | مذهب در نیوجرسی (۲۰۱۴) | مذهب در نیوجرسی (۲۰۱۴) |
| ---------------------- | ---------------------- | ---------------------- | ---------------------- | ---------------------- |
| مذهب                   | مذهب                   |                        | درصد                   | درصد                   |
| کاتولیک                | کاتولیک                |                        | ۳۴٪                    | ۳۴٪                    |
| پروتستان               | پروتستان               |                        | ۳۱٪                    | ۳۱٪                    |
| بی‌دین                  | بی‌دین                  |                        | ۱۸٪                    | ۱۸٪                    |
| یهودی                  | یهودی                  |                        | ۶٪                     | ۶٪                     |
| هندو                   | هندو                   |                        | ۳٪                     | ۳٪                     |
| مسلمان                 | مسلمان                 |                        | ۳٪                     | ۳٪                     |
| مورمون                 | مورمون                 |                        | ۱٪                     | ۱٪                     |
| ارتدکس شرقی            | ارتدکس شرقی            |                        | ۱٪                     | ۱٪                     |
| شاهدان یهوه            | شاهدان یهوه            |                        | ۱٪                     | ۱٪                     |
| دیگر مذاهب             | دیگر مذاهب             |                        | ۲٪                     | ۲٪                     |
| ندانم‌گرا               | ندانم‌گرا               |                        | ۱٪                     | ۱٪                     |

طبق آمار سال ۲۰۱۰، کلیسای کاتولیک رومی با ۳٬۲۳۵٬۲۹۰ پیرو، بیشترین طرفدار را در نیوجرسی دارد. اسلام ۱۶۰٬۶۶۶ پیرو و کلیسای متحدهٔ متدیست ۱۳۸٬۰۵۲ پیرو دارند. بزرگ‌ترین معبد هندوها در جهان، سال ۲۰۱۴ در رابیزویل، شهرستان مرسر در نیوجرسی مرکزی افتتاح شد. در ژانویهٔ ۲۰۱۸، برای نخستین بار یک پیرو آیین سیک به نام گوربیر گروال به مقام دادستانی کل ایالت رسید. در ژانویهٔ ۲۰۱۹ در مونتگومری، شهرستان سامرست صدف جعفر به نخستین زن مسلمان، نخستین زن جنوب آسیایی و نخستین زن پاکستانی-آمریکایی بدل شد که به مقام شهرداری رسید.

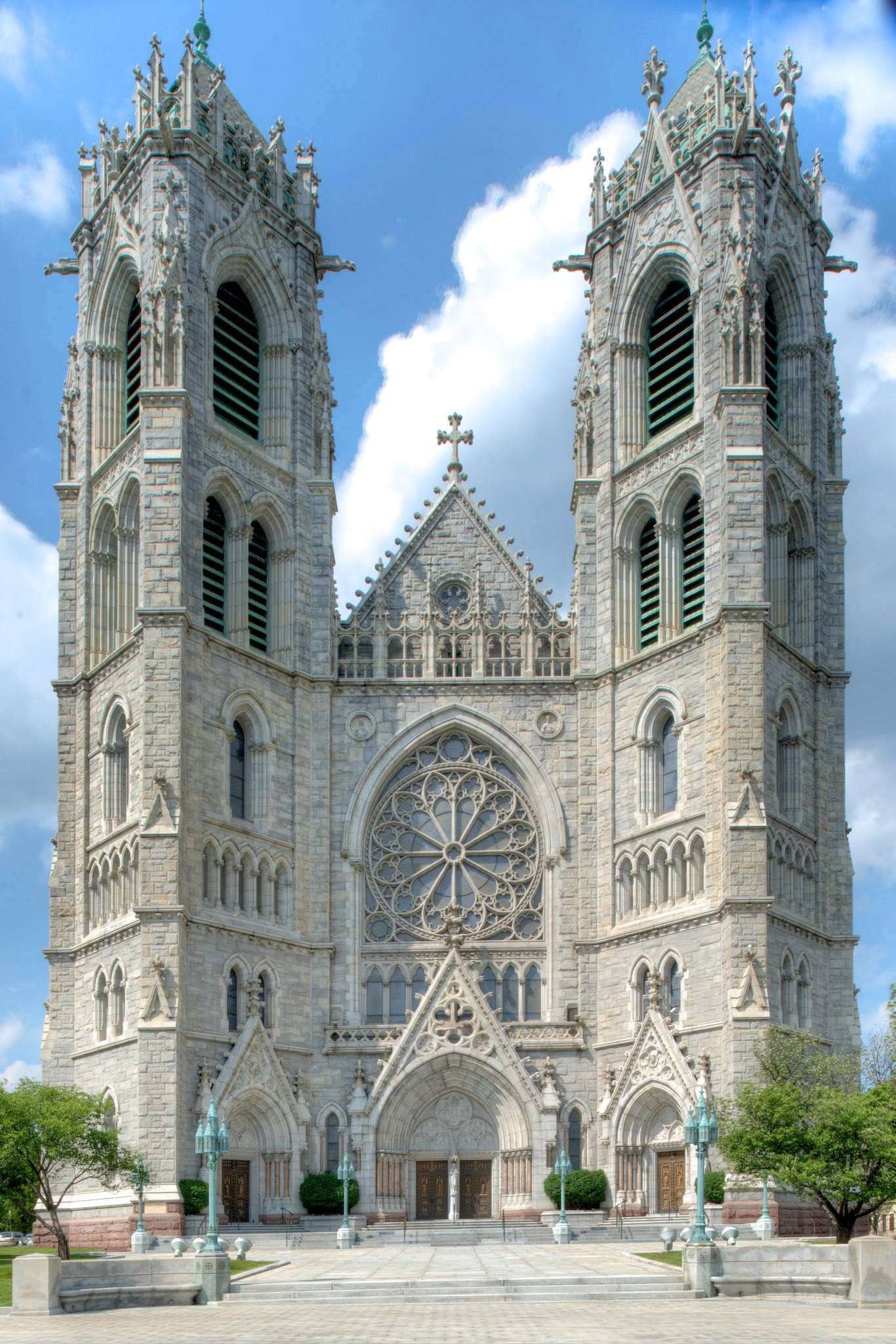
کلیسای جامع باسیلیک قلب مقدس در نیوآرک، پنجمین کلیسای جامع بزرگ آمریکای شمالی است که برای پیروان کاتولیک رومی ساخته شده است.
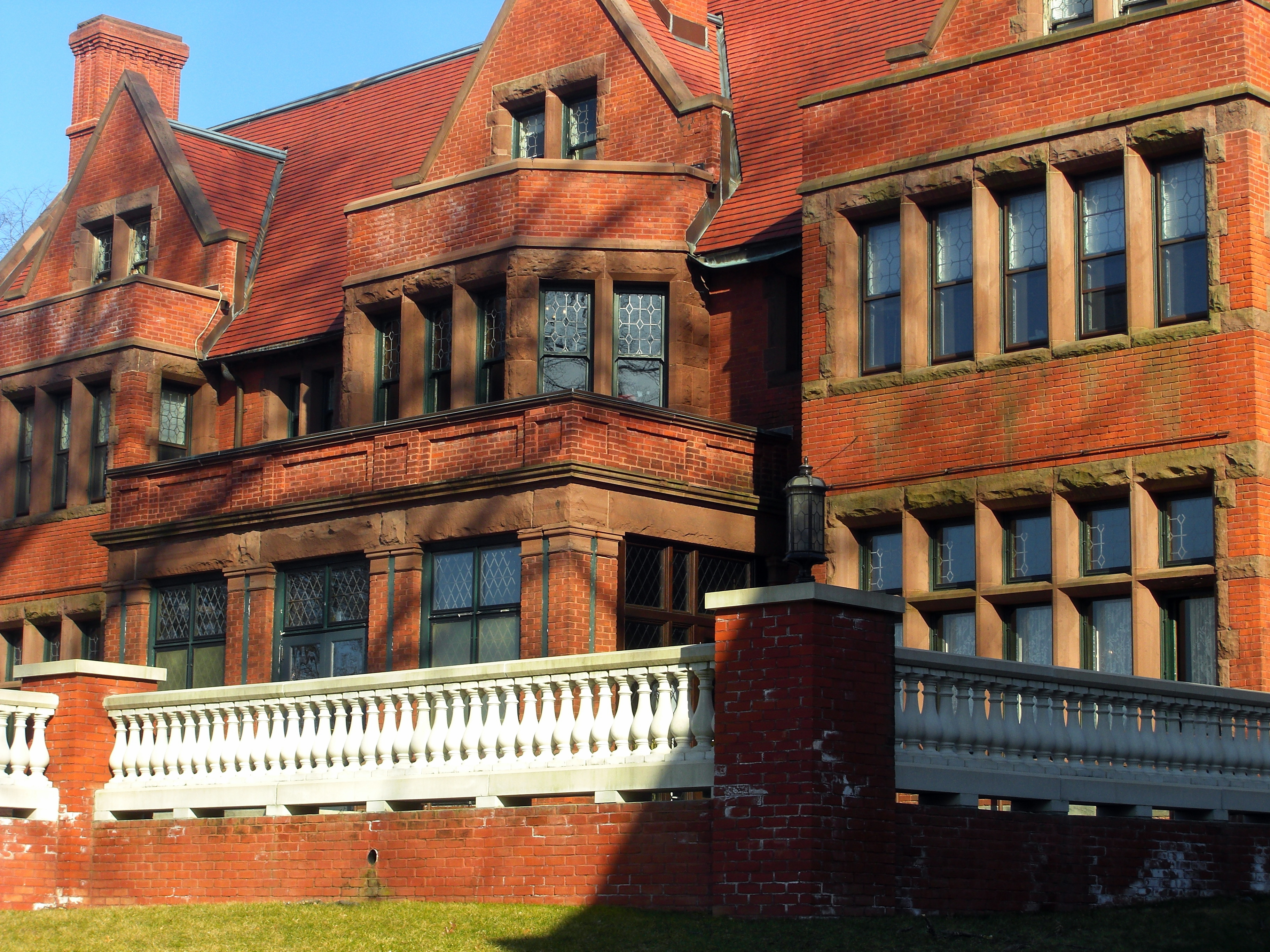
معبد شری تفلیو-اسرائیل در اورنج جنوبی، شهرستان اسکس. نیوجرسی، پس از نیویورک دومین جمعیت بزرگ یهودیان را در خود جا داده است.
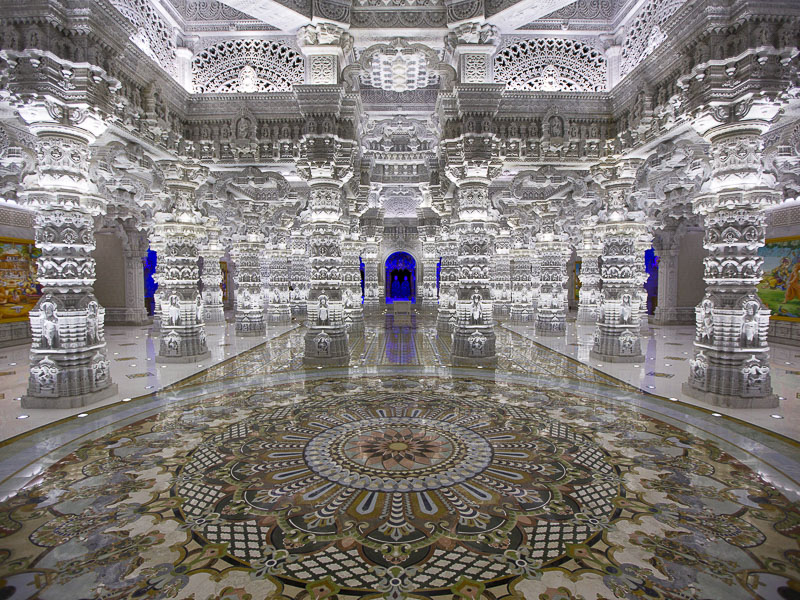
سوامینرایان آکشاردهام (دیواناگری) در رابینزویل، شهرستان مرسر که در سال ۲۰۱۴ به عنوان بزرگ‌ترین معبد هندوی جهان افتتاح شد.

### اسکان
1. شهرستان برگن: ۹۳۶٬۶۹۲
2. شهرستان میدلسکس: ۸۲۹٬۶۸۵
3. شهرستان اسکس: ۷۹۹٬۷۶۷
4. شهرستان هادسن: ۶۷۶٬۰۶۱
5. شهرستان مونمووث:۶۲۱٬۳۵۴
6. شهرستان اوشن: ۶۰۱٬۶۵۱
7. شهرستان یونیون: ۵۵۸٬۰۶۷
8. شهرستان کمدن: ۵۰۷٬۰۷۸
9. شهرستان پاسائیک: ۵۰۳٬۳۱۰
10. شهرستان موریس: ۴۹۴٬۲۲۸
11. شهرستان برلینگتون: ۴۴۵٬۳۸۴
12. شهرستان مرسر: ۳۶۹٬۸۱۱
13. شهرستان سامرست: ۳۳۱٬۱۶۴
14. شهرستان گلاستر: ۲۹۱٬۴۰۸
15. شهرستان آتلانتیک: ۲۶۵٬۴۲۹
16. شهرستان کامبرلند: ۱۵۰٬۹۷۲
17. شهرستان ساسکس: ۱۴۰٬۷۹۹
18. شهرستان هانتردون: ۱۲۴٬۷۱۴
19. شهرستان وارن: ۱۰۵٬۷۷۹
20. شهرستان کیپ می: ۹۲٬۵۶۰
21. شهرستان سیلم: ۶۲٬۶۰۷

با توجه به افزایش بالا و تراکم شدید نیوجرسی، این ایالت با کمبود نسبی شهرهای کلاسیک بزرگ مواجه است.
این پارادوکس بیشتر در شهرستان برگن قابل مشاهده است که در سال ۲۰۱۹ به عنوان بزرگ‌ترین شهرستان نیوجرسی جمعیتی برابر با ۹۳۰٬۰۰۰ نفر در ۷۰ منطقهٔ شهری داشت. بسیاری از مناطق شهری از مرزهای محدودکنندهٔ معمول پا را فراتر گذاشتند و بزرگ‌تر شدند چون نیوجرسی از نظر جغرافیایی با فقر داشتن شهر دست و پنجه نرم می‌کند. سه تا از چهار شهر پرجمعیت ایالت مساحتی کمتر از ۲۰ مایل مربع (۵۱ کلیومتر مربع) دارند و هشت تا از ده شهر پرجمعیت ایالت، به ویژه پنج شهر نخست، مساحتشان از ۳۰ مایل مربع (۷۷کیلومتر مربع) تجاوز نمی‌کند. طبق سرشماری سال ۲۰۱۰، چهار شهر ایالت ۱۰۰٬۰۰۰ شهروند مازاد دارند و ادیسون و وودبریج نیز به این دسته بسیار نزدیکند.

## اقتصاد

طبقه‌بندی کارکنان بر اساس نوع صنعت آن‌ها

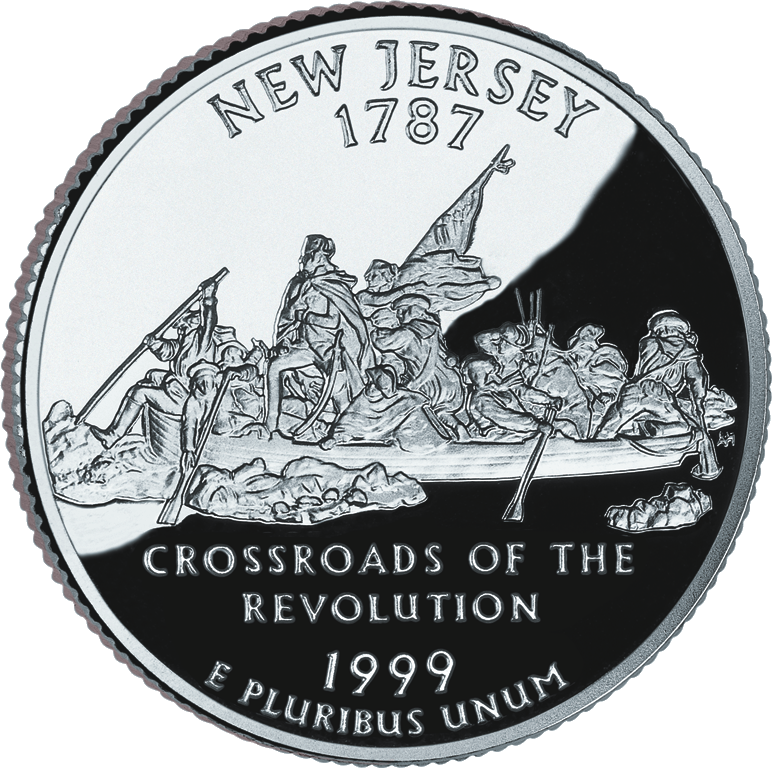
بیست و پنج سنتی مخصوص ایالت نیوجرسی

طبق آمار سازمان تحلیل اقتصادی ایالات متحده درآمد ناخالص نیوجرسی در یک چهارم پایانی سال ۲۰۱۸ برابر با ۶۳۹٫۸ میلیارد دلار بوده است. همچنین تخمین زده می‌شود که به‌طور میانگین هر کدام از ساکنان ایالت در سال ۲۰۱۵، ۵۹۴۰۰ دلار مالیات پرداخته باشد. نیوجرسی در حال حاضر ۲۳۹ میلیارد بدهی دارد.
در سال ۲۰۱۲، این ایالت تولید ناخالص داخلی برابر با ۵۴۵٬۷۶۵ میلیارد دلار داشت، که بیش از تولید ناخالص داخلی کشور سوئد (۵۲۳٬۹۴۲ میلیارد دلار) بود. همچنین نیوجرسی قطب صنعت داروسازی آمریکا محسوب می‌شود.

### رفاه
نیوجرسی در سال ۲۰۰۸، با سرانهٔ تولید ناخالص ۵۴٬۶۹۹ دلاری، دومین ایالت پردرآمد ایالات متحده بود و بالاتر از سرانهٔ ناخالص ملی آمریکا با ۴۶٬۵۸۸ دلار قرار می‌گیرد. همچنین براساس سرانهٔ درآمد ایالتی، با ۵۱٬۳۵۸ دلار در جایگاه سوم کشور می‌ایستد. در ۲۰۱۸، نیوجرسی نسبت به جمعیتش بیشترین تعداد میلیونر را در خود جای داده بود (تقریباً ۹٪ ساکنان). همچنین نیوجرسی براساس تعداد محل کار نسبت به جمعیت نیز در رتبهٔ دوم کشور جای می‌گیرد. ۹ شهرستان از شهرستان‌های ایالت میان ۱۰۰ شهرستان ثروتمند ایالات متحده قرار دارند.

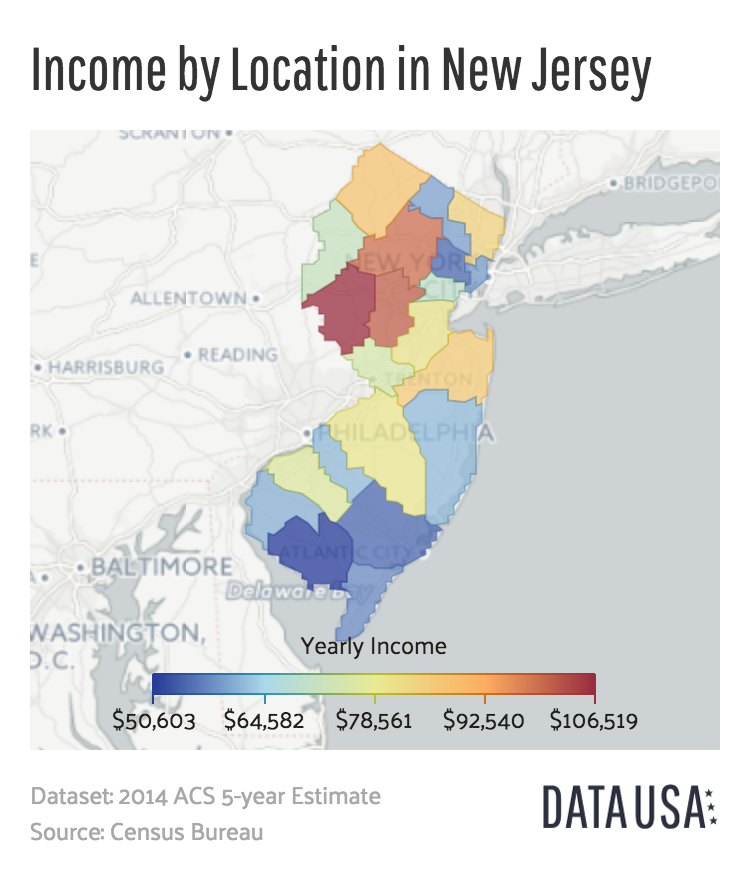
نقشهٔ درآمد شهرستان‌های نیوجرسی

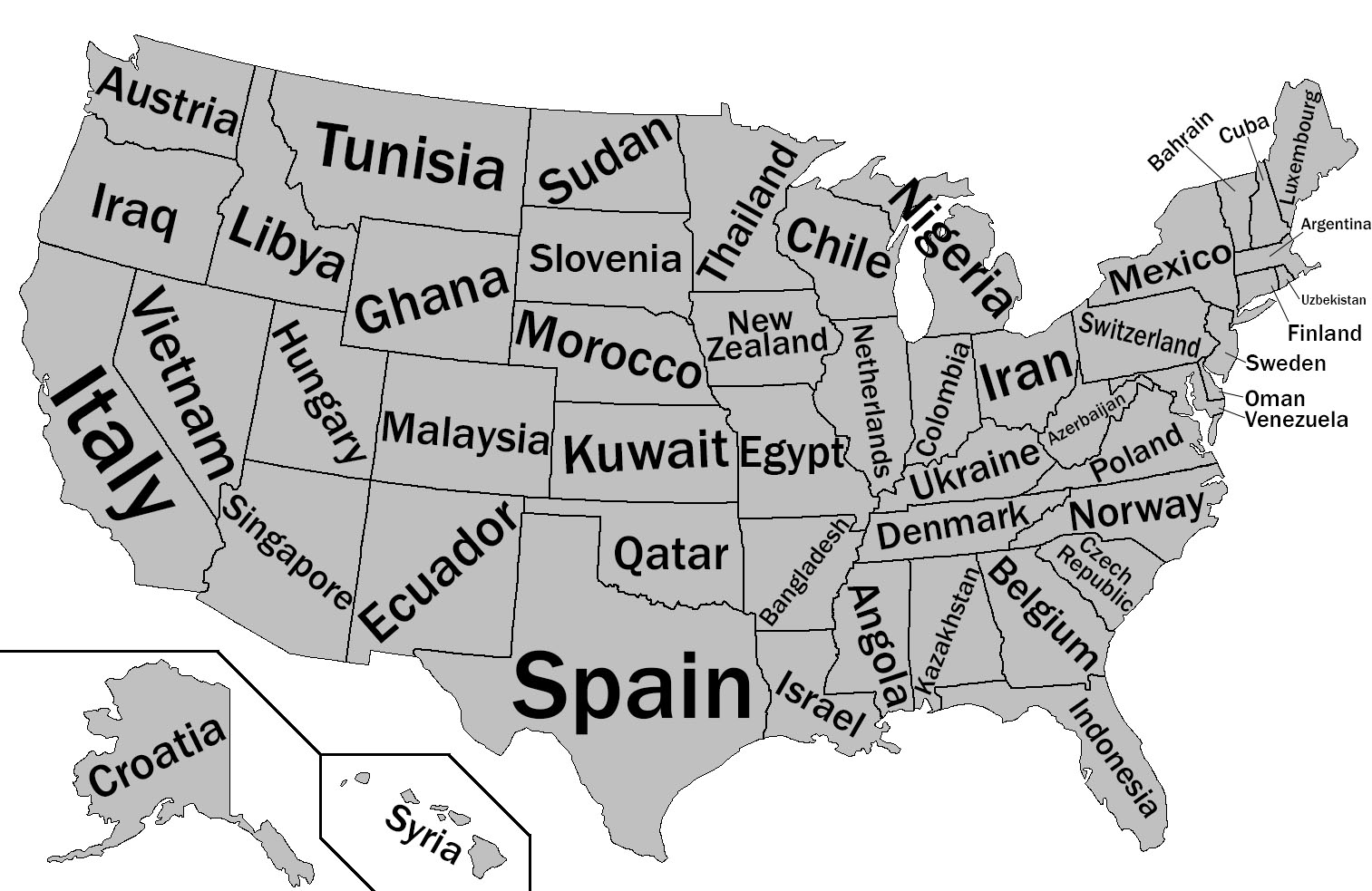
مقایسهٔ تولید ناخالص داخلی ایالت‌های آمریکا با کشورهای دیگر در سال ۲۰۱۲. ایالت نیوجرسی در این سال تولید ناخالصی اش قابل مقایسه کشور سوئد بوده است.

### قوانین مالی
نیوجرسی هفت براکت مالیاتی دارد که میزان مالیات بر درآمد ایالت را تعیین می‌کنند. این مالیات در کمترین حالت برای افراد با درآمد کمتر از ۲۰٬۰۰۰ دلار ۱٫۴٪ و بیشترین حالت برای افراد با درآمد بالای ۵۰۰٬۰۰۰ دلار ۸٫۹۷٪ است.
استاندارد مالیات بر فروش در ایالت از ژانویهٔ ۲۰۱۸ به ۶٫۶۲۵٪ مقرر شد که برتمام فروش‌های خرد اجرا می‌شود مگر توسط قان. ن مستثنی شده باشد. این میزان مالیات نسبتاً از مالیات شهر نیویورک کمتر است و به همین علت تعداد زیادی از فروشندگان آنجا را جذب خود و به خصوص پاراموس می‌کند. از پنج فروشگاه خرده فروشی پاراموس، یکی از آن‌ها به نام گاردن استیت پلازا مساحتی برابر با دو میلیون فوت مربع (۰۸۱۸۵۸۰۶٫۰۸ متر مربع) دارد. بیشتر غذاهای خانه‌پز، داروها، غالب پوشاک، کفش‌ها و کاغذهای مورد استفادهٔ خانگی شامل قانون معافیت مالیاتی می‌شوند. نیوجرسی به ۲۷ ناحیهٔ اقتصادی دارد که شامل پترسون، الیزابت و جرسی سیتی می‌شود. از جمله چیزهایی که کارفرماها را تشویق می‌کند در این نواحی اقتصادی کار کنند، منافعی است که قانون برای آن در نظر می‌گرفته است مانند نصف شدن مالیات بر فروش.
نیوجرسی بیشترین نرخ مالیات انباشته را در سطح ملی دارد و ساکنان آن ۶۸ میلیارد دلار مالیات به دولت ایالتی می‌پردازند که میانگین آن بر اساس جمعیت، ۷٬۸۱۶ دلار، یا ۱۲٫۹٪ از درآمد می‌شود. تمام مستغلات قرار گرفته در ایالت باید مالیات بر دارایی بپردازند مگر مواردی که قانون آن‌ها را معاف کرده است.

### اختلاف مالیات فدرال
نیوجرسی همیشه یکی از بالاترین سطح‌های نسبی اختلاف مالیاتی را در میان ایالات داشته است؛ یعنی میزان بودجه‌ای که دولت فدرال به ایالت می‌دهد بستگی به مالیات دریافتی از ایالت دارد. والت‌هاب در سال ۲۰۱۵ اعلام کرد نیوجرسی کمترین وابستگی را به مساعدت دولت فدرال و چهارمین سطح پایین بازگشت سرمایهٔ مالیات پرداختی (۴۸ سنت از هر یک دلار) را دارد.
نیوجرسی یکی از بیشترین نرخ‌های مالیات را در کشور دارد که یکی از دلایلش بدهی سنگین به دولت فدرال است.

### صنایع

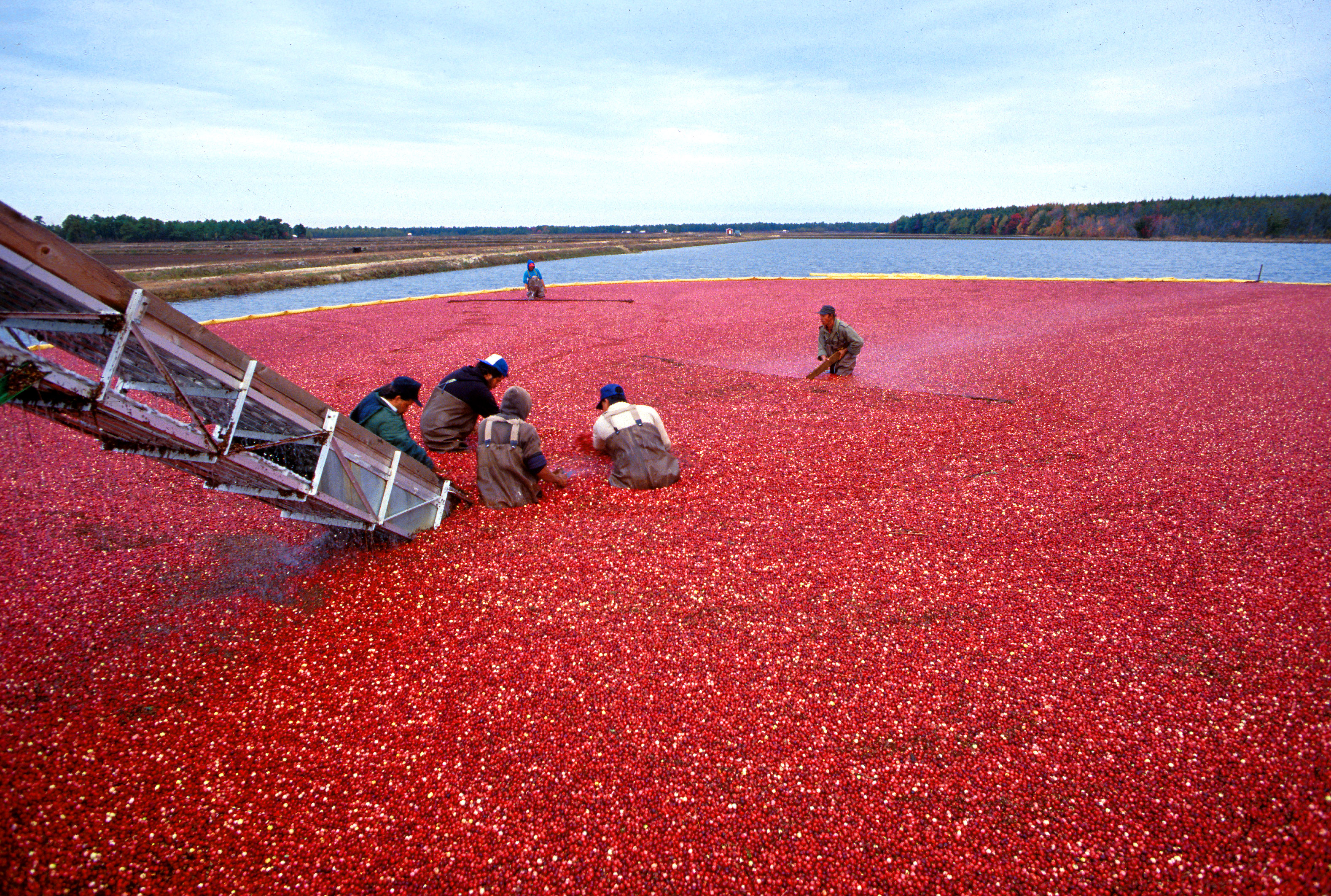
محصول زغال‌اخته

نیوجرسی اقتصادی چند وجهی دارد اما تمرکز بیشتری بر روی صنایع دارویی، زیست‌فناوری، فناوری اطلاعات، خدمات مالی، توسعهٔ مواد شیمیایی، صنایع غذایی، تجهیزات الکتریکی، چاپ و نشر و گردشگری دارد. محصولات مزرعه‌داری نیوجرسی معمولاً شامل فرآورده‌های گلخانه‌ای، پرورش اسب، سبزیجات، میوه، آجیل، خوراک دریایی و لبنیات می‌شود. نیوجرسی در تولید زغال‌اختهٔ آبی رتبهٔ دوم، در تولید زغال‌اخته و اسفناج رتبهٔ سوم و در تولید فلفل دلمه‌ای، گلابی و کاهو رتبهٔ چهارم را در میان ایالات دارد. این ایالت از نظر میزان زمین زیر کشت مارچوبه رتبهٔ چهارم را دارد.
اگرچه نیوجرسی خانهٔ صنایع انرژی است، اما مصرف انرژی آن تنها ۲٫۷٪ از مصرف کشوری است و ۰٫۸٪ کربن دی‌اکسید ایالات متحده را تولید می‌کند. این تولید کم گازهای گلخانه‌ای می‌تواند حاصل مصرف انرژی هسته‌ای در ایالت باشد. نیوجرسی سه نیروگاه هسته‌ای دارد که ایستگاه اویستر کریک که در سال ۱۹۶۹ افتتاح شد، قدیمی‌ترین نیروگاه کشور است.
نیوجرسی صنایع علمی زیادی را در خود جای داده که شرکت‌های دارویی و ارتباطی از بزرگ‌ترین آن‌هاست. همچنین نیوجرسی در خرده‌فروشی، آموزش و فروش املاک بسیار قدرمتند است و به ساکنان نیویورک سیتی و فیلادلفیا نیز خدمت‌رسانی می‌کند.
به خاطر موقعیت جغرافیایی نیوجرسی و وجود بندر نیوجرسی و نیویورک که شلوغ‌ترین بندر سواحل شرقی است، کشتی‌سازی از صنایع کلیدی ایالت است. پایانهٔ بندری نیوآرک- الیزابث مارین اولین بندر کانتینری جهان بوده و امروزه نیز یکی از بزرگ‌ترین بندرها از این دست است.
مقر اصلی بسیاری از شرکت‌های بزرگ، از جمله ۲۴ شرکت از فهرست فورچون ۵۰۰ در نیوجرسی قرار دارد. پاراموس و شهرستان برگن سالانه ۶ میلیار دلار از راه خرده‌فروشی به ایالت سود می‌رساند. چندین شهرستان نیوجرسی از جمله سامرست (۷)، موریس (۱۰)، هانتردون (۱۳)، برگن (۲۱) و مونموث (۴۲) در میان پردرآمدترین شهرستان‌های کشور قرار دارند.

### گردشگری

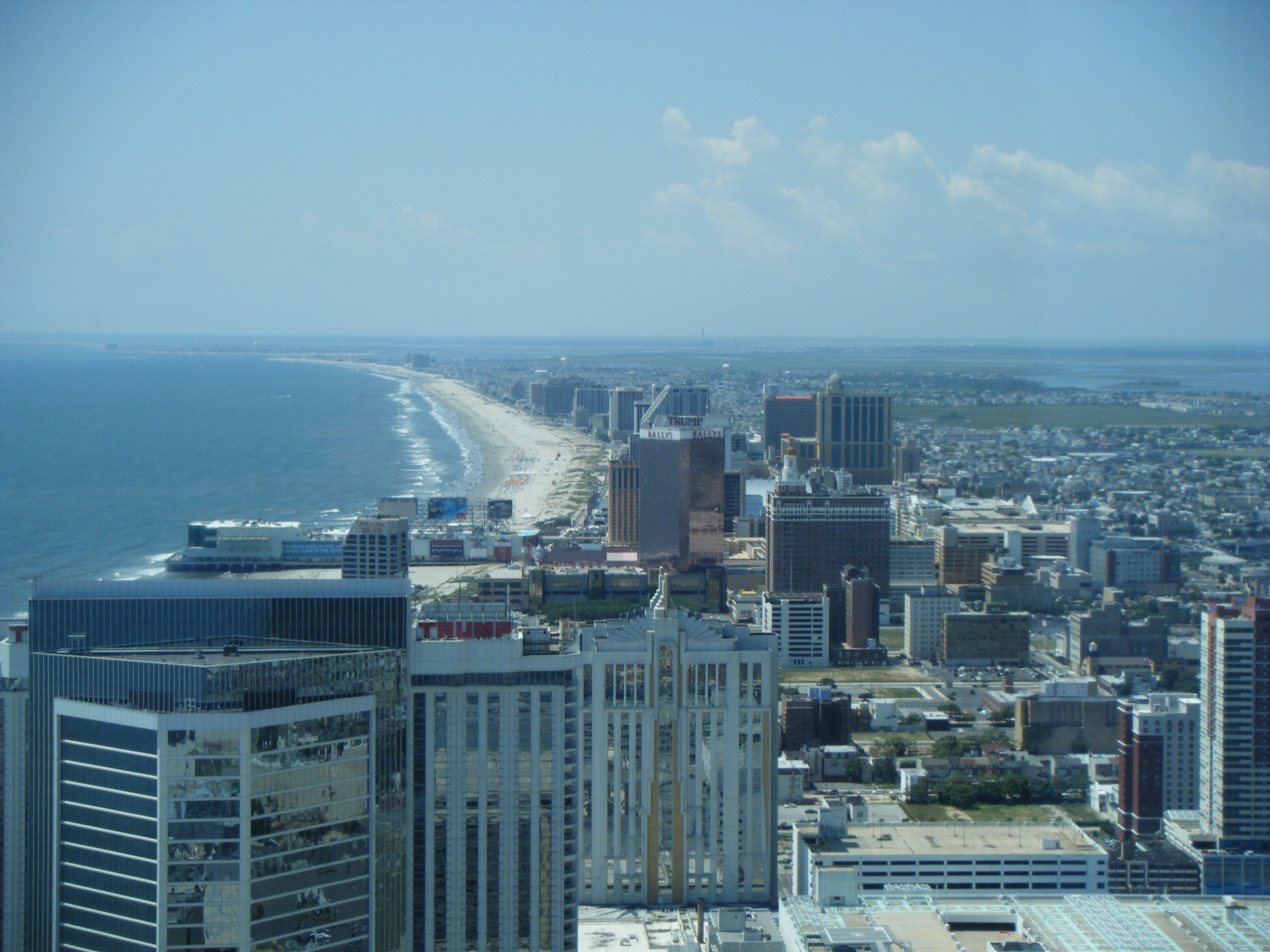
آتلانتیک سیتی یکی از شهرهای پرعبور و مرور ساحلی است و تنها منطقهٔ ایالت است که در آن شرط‌بندی آزاد است.

نیوجرسی در مرکز مگالاپلیس شمالشرق قرار دارد و به خاطر داشتن سامانهٔ حمل و نقلی گسترده، یک سوم ساکنان ایالات متحده و بسیاری از کانادایی‌ها از آن استفاده می‌کنند. دسترسی آسان و سواحلی مانند سواحل آتلانتیک سیتی، سواحل جرسی و دیگر جاذبه‌های تاریخی و طبیعی باعث شده که در سال ۲۰۱۸، ۱۱۱ میلیون گردشگر از نیوجرسی دیدن کنند که درآمد حاصل از آن بالغ بر ۴۴٫۷ میلیارد دلار بوده است. گردشگری به‌طور مستقیم ۳۳۳٬۸۶۰ شغل شده و به‌طور کلی ۵۳۱٬۰۰۰ شغل را نجات داده است و از طریق آن ۵ میلیارد دلار از طریق مالیات برای دولت محلی درآمده داشته‌اند.

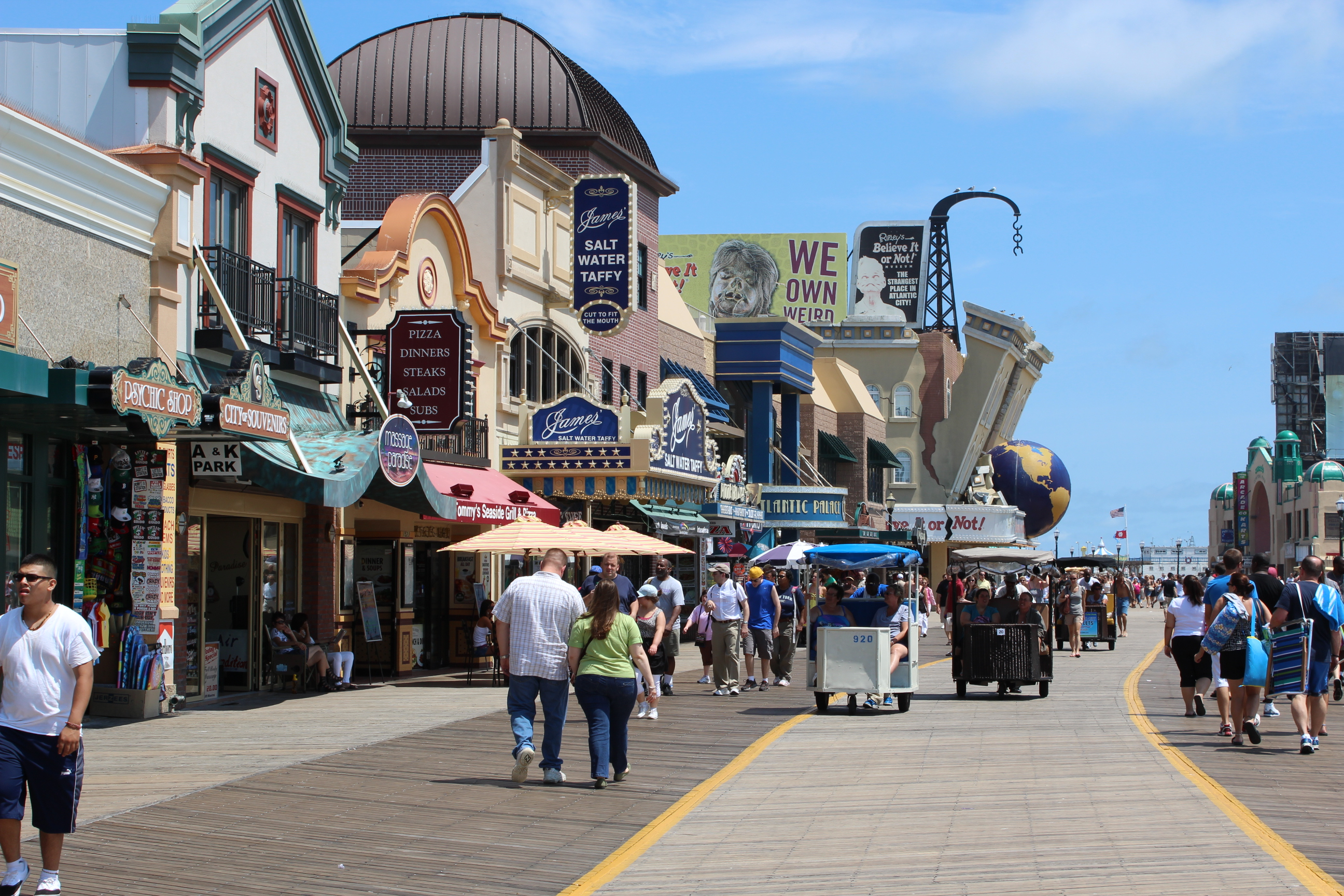
بوردواک یک منطقهٔ مخصوص پیاده‌روی در آتلانتیک سیتی است. این منطقه بزرگ‌ترین مسیر پیاده‌روی جهان است.

### شرط‌بندی
در سال ۱۹۷۶، یک همه‌پرسی در نیوجرسی برگزار شد که حاصل آن قانونی شدن ایجاد کازینو در آتلانیتک‌سیتی بود. نخستین کازینوی قانونی در سال ۱۹۷۸ شروع به کار کرد. در آن زمان، لاس وگاس تنها مکانی در کشور بود که وجود کازینوها در آن قانونی بود. امروزه، کازینوها در سراسر بوردواک آتلانتیک سیتی مشغول به کار هستند.
از سال ۲۰۱۰ به بعد شرط‌بندی در آتلانتیک سیتی شرایط خوبش را از دست داد. از سال ۲۰۱۴ چندین کازینو در اثر عدم توانایی برای رقابت با کازینوهای دیگر ایالات شمال شرقی بسته شدند. در ۲۶ فوریه ۲۰۱۳، فرماندار کریس کریستی لایحهٔ قانونی شدن شرط‌بندی برخط را امضا کرد. از زمان تصویب این لایحه توسط دیوان عالی ایالات متحده در تاریخ ۱۴ می ۲۰۱۸، شرط‌بندی ورزشی بیشترین درآمد را برای ایالت داشته است.

## مراکز مهم علمی

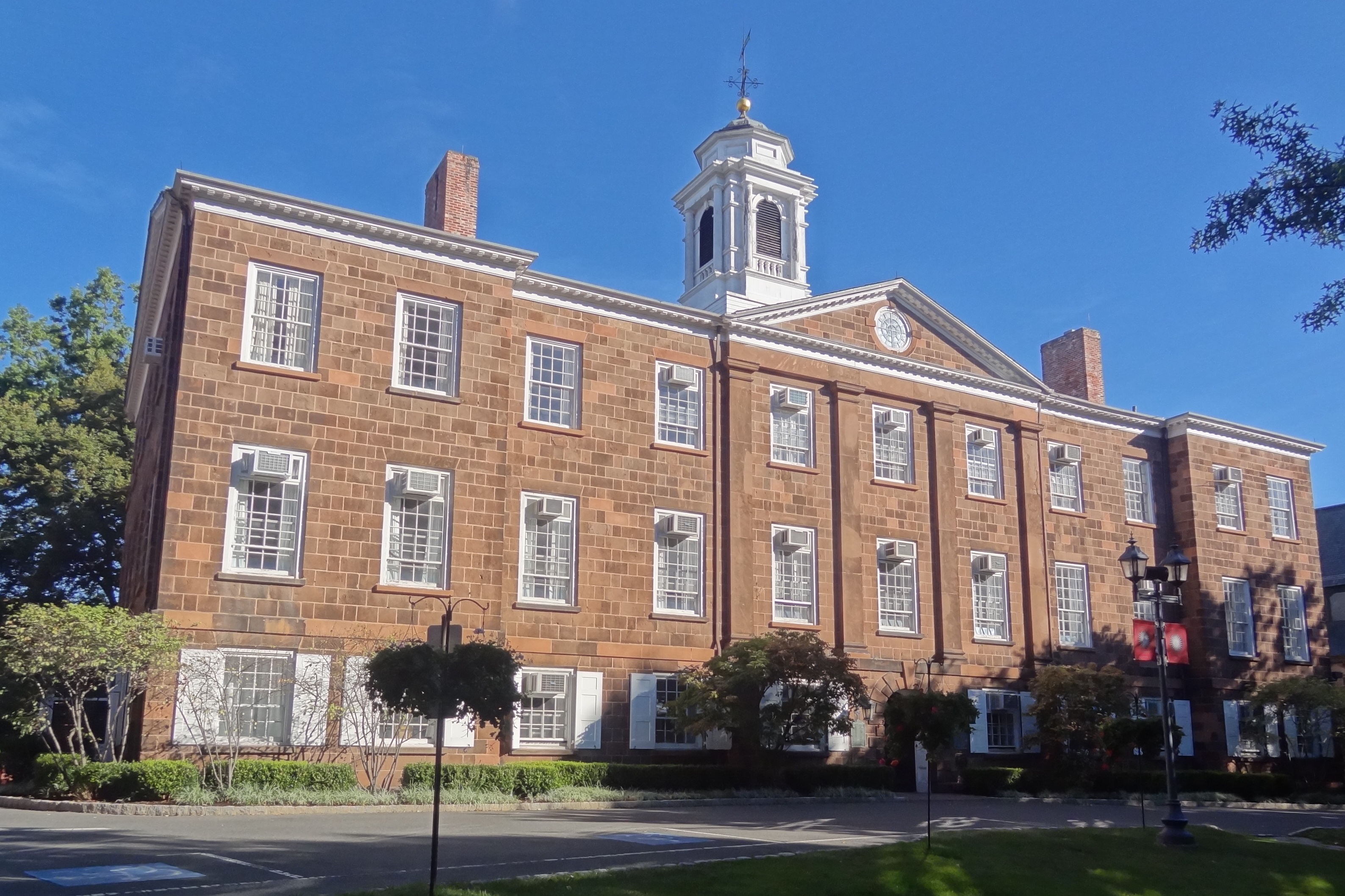
اولد کویینز در دانشگاه راتگرز که یکی از مراکز نمونهٔ آموزش عالی در نیوجرسی است.

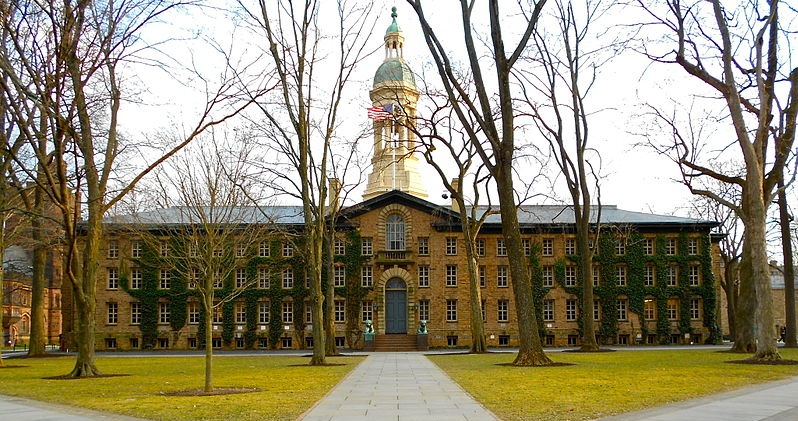
تالار ناسائو در دانشگاه پرینستون که یکی از برجسته‌ترین مراکز تحقیقاتی جهان می‌باشد.

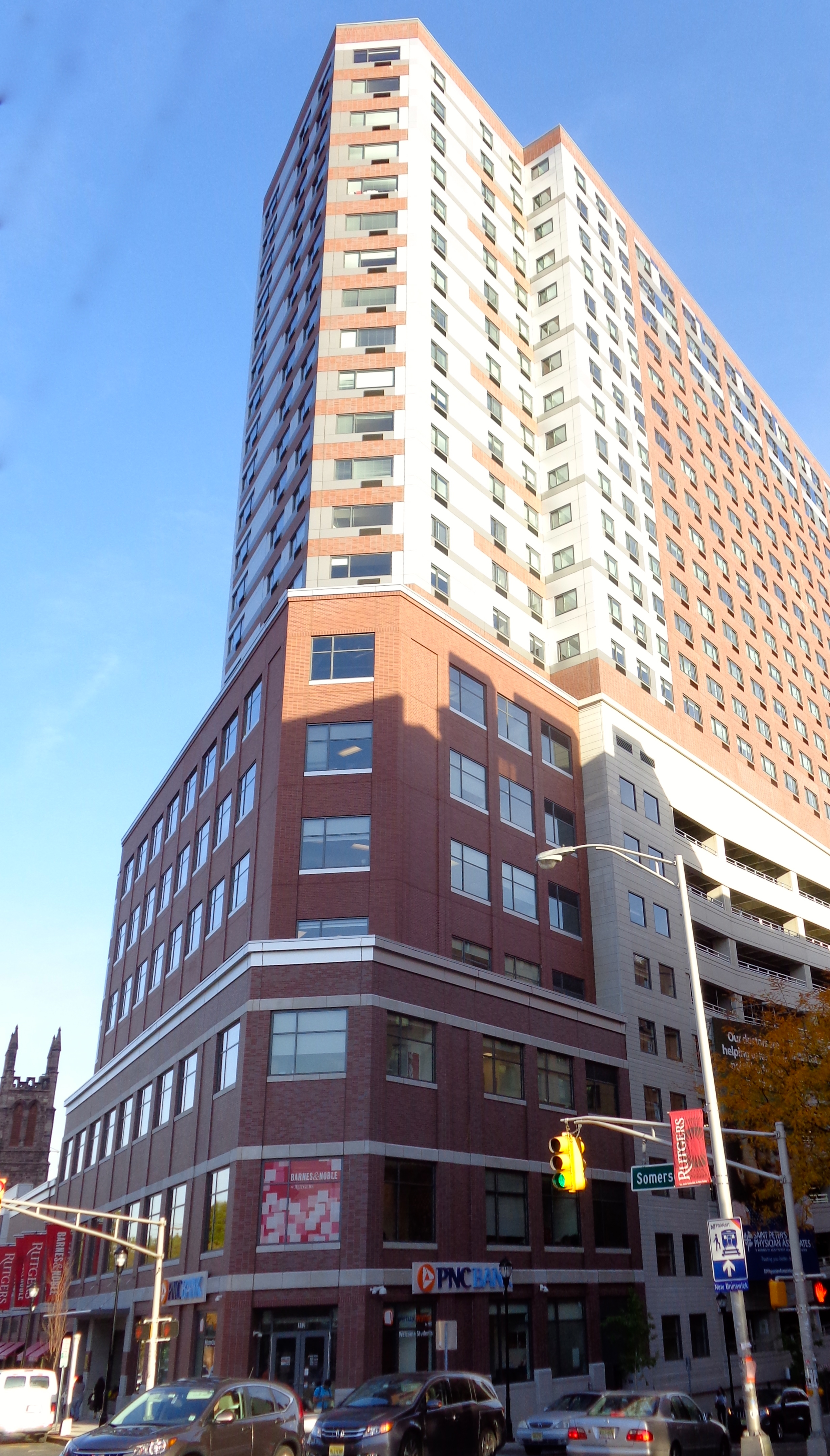
مرکز شهر نیو برانزویک، یک منطقهٔ آموزشی و فرهنگی که در حال اعیان‌سازی است.